# Parque nacional y natural de Doñana
Doñana es un parque nacional y un espacio natural español situado en las provincias andaluzas de Huelva, Sevilla y Cádiz. Comprende tanto el Parque Nacional de Doñana (creado en 1969) como el Parque Natural de Doñana (también conocido como entorno de Doñana o preparque, creado en 1989 y ampliado en 1997). Cuenta con una superficie de 122 487 ha, 54 251 ha de parque nacional y 68 236 ha de parque natural. Su gran extensión de marismas acoge durante el invierno a numerosas especies de aves acuáticas, que suelen alcanzar cada año los 200 000 individuos. 
Debido a su situación geográfica entre dos continentes y su proximidad al estrecho de Gibraltar, lugar de encuentro del Atlántico y el Mediterráneo, en Doñana se pueden observar más de 300 especies diferentes de aves a lo largo del año, al ser lugar de paso, cría e invernada para miles de ellas (acuáticas y terrestres) europeas y africanas. Aquí reposan aves acuáticas de toda Europa Occidental, localizándose infinidad de especies en las marismas y alrededores, procedentes de África y Europa. Con diferentes instituciones científicas en su interior que velan por un desarrollo adecuado de las comarcas limítrofes y la conservación de algunas especies muy delicadas que habitan en él, se considera la mayor reserva ecológica de Europa. Fue declarado Patrimonio de la Humanidad por la Unesco el 17 de diciembre de 1994. En 2006 el parque recibió 376 287 visitas. Su nombre proviene, según algunos, del de Doña Ana de Silva y Mendoza, esposa del VII duque de Medina Sidonia. Según otros, de Ana Mallarte, casada con Sancho de Herrera, arrendatario de los pastos de la parte de El Palacio en 1545. Con 300 287 visitantes anualmente (2015), Doñana es el undécimo parque nacional de España en número de visitantes.
El parque fue excluido en 2023 de la lista verde de la Unión Internacional para la Conservación de la Naturaleza (UICN) por su mala gestión por parte de la Junta de Andalucía, responsable de ejecutar medidas para revertir el deterioro de su biodiversidad, en caída libre. Es el primer parque excluido de la lista, aunque la propia UICN asegura que puede volver a entrar si se vuelve a gestionar como es debido.

## Localización
El actual Espacio Natural de Doñana se sitúa al suroeste de la península ibérica, en las provincias Huelva, Sevilla y Cádiz. Sus coordenadas son (36°56′51″N 6°21′31″O / 36.94750, -6.35861). La superficie ocupada por el espacio natural tiene su mayor extensión en la provincia de Huelva, y en particular, en el municipio de Almonte. En las provincias de Sevilla y Cádiz, la superficie ocupada por el parque es mucho menor. 
Respecto a los municipios que abarca son 11 en total. En la provincia de Huelva, se extiende por los municipios de Almonte, Moguer, Lucena del Puerto, Hinojos y Bonares, en la provincia de Sevilla: Aznalcázar, Isla Mayor, Pilas, La Puebla del Río y Villamanrique de la Condesa. En la provincia de Cádiz: Sanlúcar de Barrameda.

## Historia

### Edad Antigua

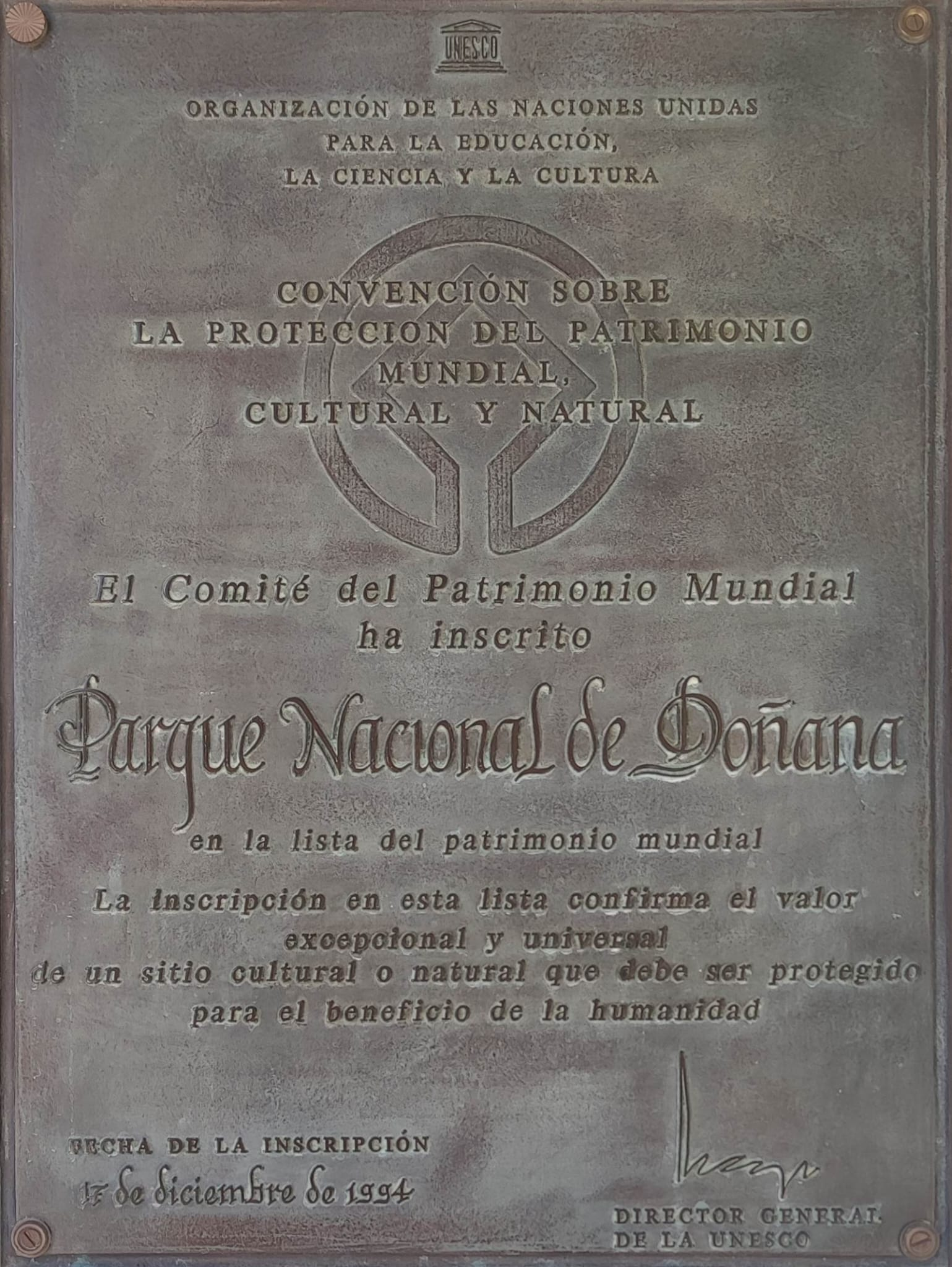
Placa conmemorativa de la inscripción del Parque Nacional de Doñana en la Lista del Patrimonio Mundial el 17 de diciembre de 1994

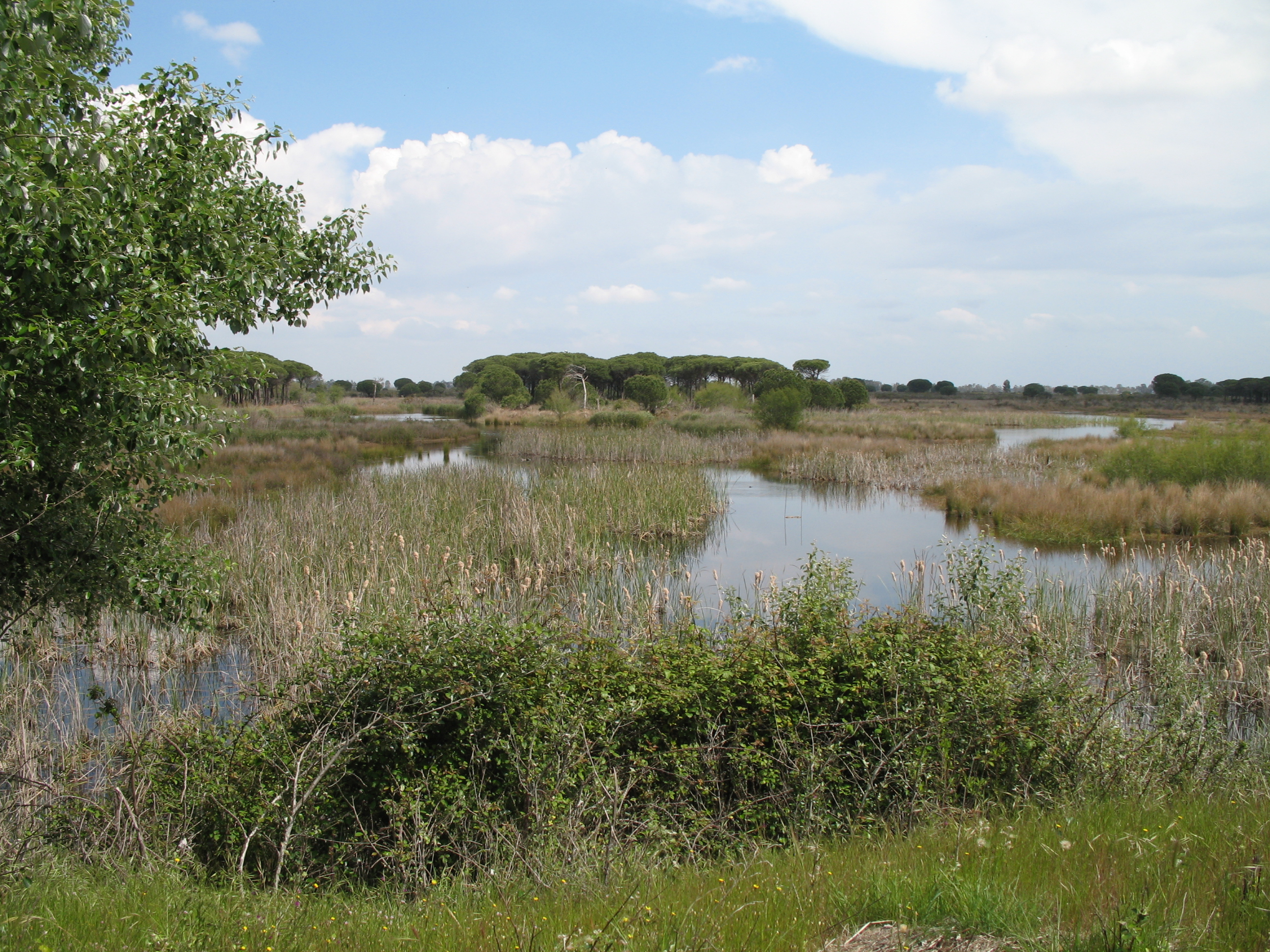
Lagunas de El Acebuche en 2007

Aunque geológicamente se trata de una zona relativamente reciente, se han encontrado restos de herramientas del Neolítico en la zona. Después, asistió al paso de diversas civilizaciones como los fenicios, los griegos y probablemente los tartesios. En este sentido, en 1923 el arqueólogo alemán Adolf Schulten, en compañía de Lammerer y J. Bonsor, buscó la ubicación de la capital tartésica en las dunas de Doñana, no hallando nada de interés. Dichas excavaciones fueron realizadas en el paraje denominado Cerro del Trigo y financiadas por los duques de Tarifa, entonces propietarios de Doñana. Pese a todo, ya fallecido Schulten, se halló en 1978 la Estela de Villamanrique en la localidad cercana de Villamanrique de la Condesa (Sevilla), y en 2007 se hicieron sondeos en la marisma de Hinojos (Huelva) con intención de recabar datos sobre la mítica ciudad de la Atlántida. También son destacables los asentamientos romanos de entre los siglos II y V d. C. dedicados a la pesca, generalmente para salazón, o la elaboración de garum. La zona marismeña actual era conocida como Lacus Ligustinus al norte, ya colmatado, y el golfo Tartesio al sur.

### Edad Media
En tierra de Niebla ha una, tierra que Las Rocinas, e es llana, e es toda Sotos, e ha siempre puercos... non se puede correr esta tierra sinon en invierno muy seco, que non sea llovioso, e en verano non es de correr, porque es seca e muy dolentrosa. (Alfonso XI en su Libro de la Montería, entre 1342 y 1348.)

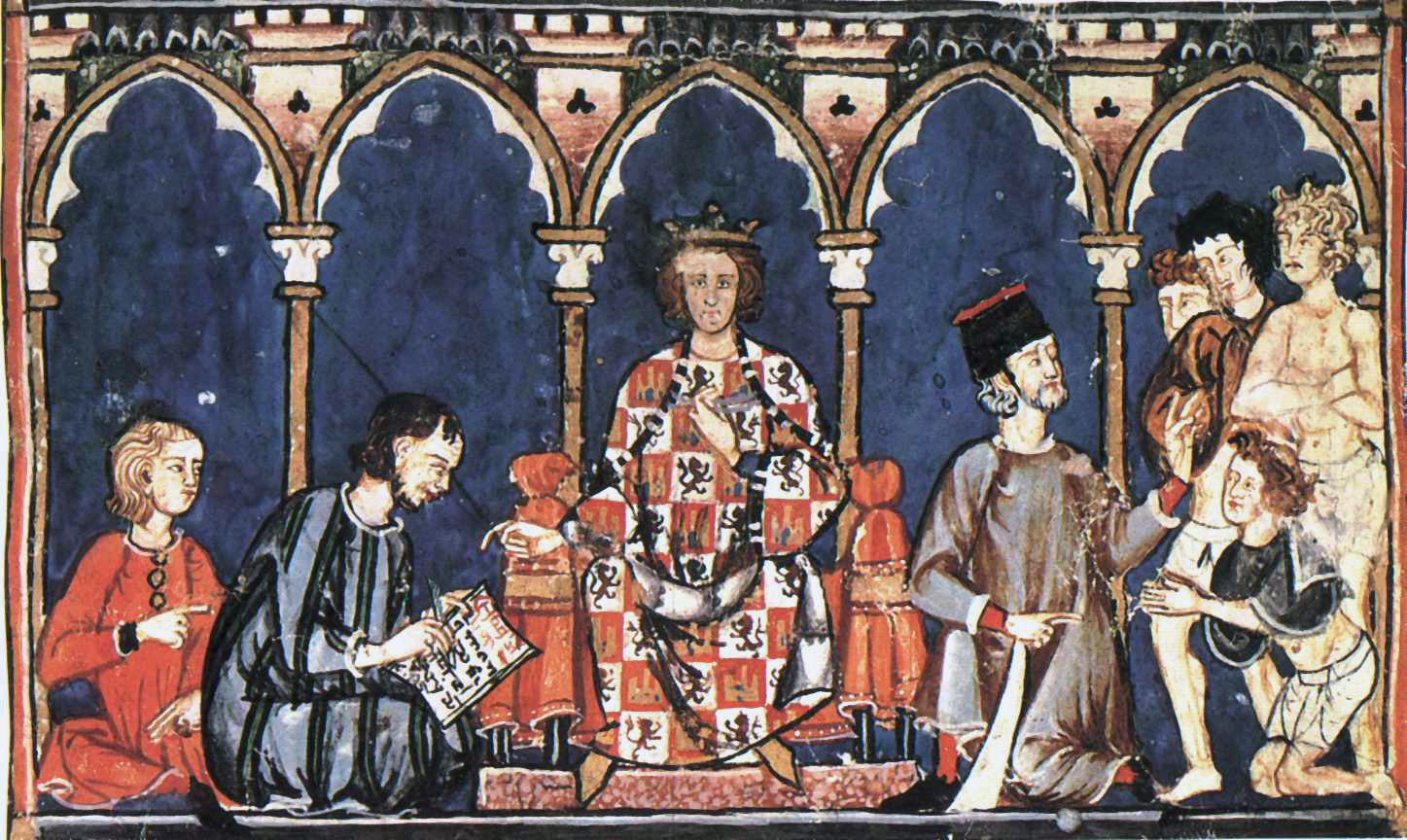
Alfonso X el Sabio creó un coto real de caza en lo que actualmente es Doñana

En 1255, tras reconquistar el reino vasallo de Niebla, el rey Alfonso X estableció entre el río Tinto y el Guadalquivir una zona de caza o «Cazadero Real» en el bosque de Las Rocinas, debido en parte a la abundancia de ciervos existente, y el pequeño santuario de Santa Olalla, ya desaparecido, en el Arroyo de La Rocina. En 1295, su hijo Sancho IV prometió a Guzmán el Bueno el Señorío de Sanlúcar, un territorio situado tras las Arenas Gordas en la margen izquierda del estuario del Guadalquivir, que se mantuvo en manos de la Casa de Medina Sidonia durante más de seis siglos. La presencia de dicha casa nobiliaria en el territorio de la actual provincia de Huelva se consolidó a partir de 1369, cuando Enrique II de Castilla otorgó al IV señor de Sanlúcar el Condado de Niebla.
En 1493, los Reyes Católicos donaron parte de las tierras de la actual aldea de El Rocío a su secretario, cuyo hijo las vendió más tarde al municipio de Almonte. En los años anteriores se comenzó a introducir especies nuevas para la caza como el gamo, junto a repoblaciones de especies ya presentes como el jabalí y el ciervo, y se potenció la cría de ganado, para cuya protección comenzó la eliminación de los lobos.

### Edad Moderna

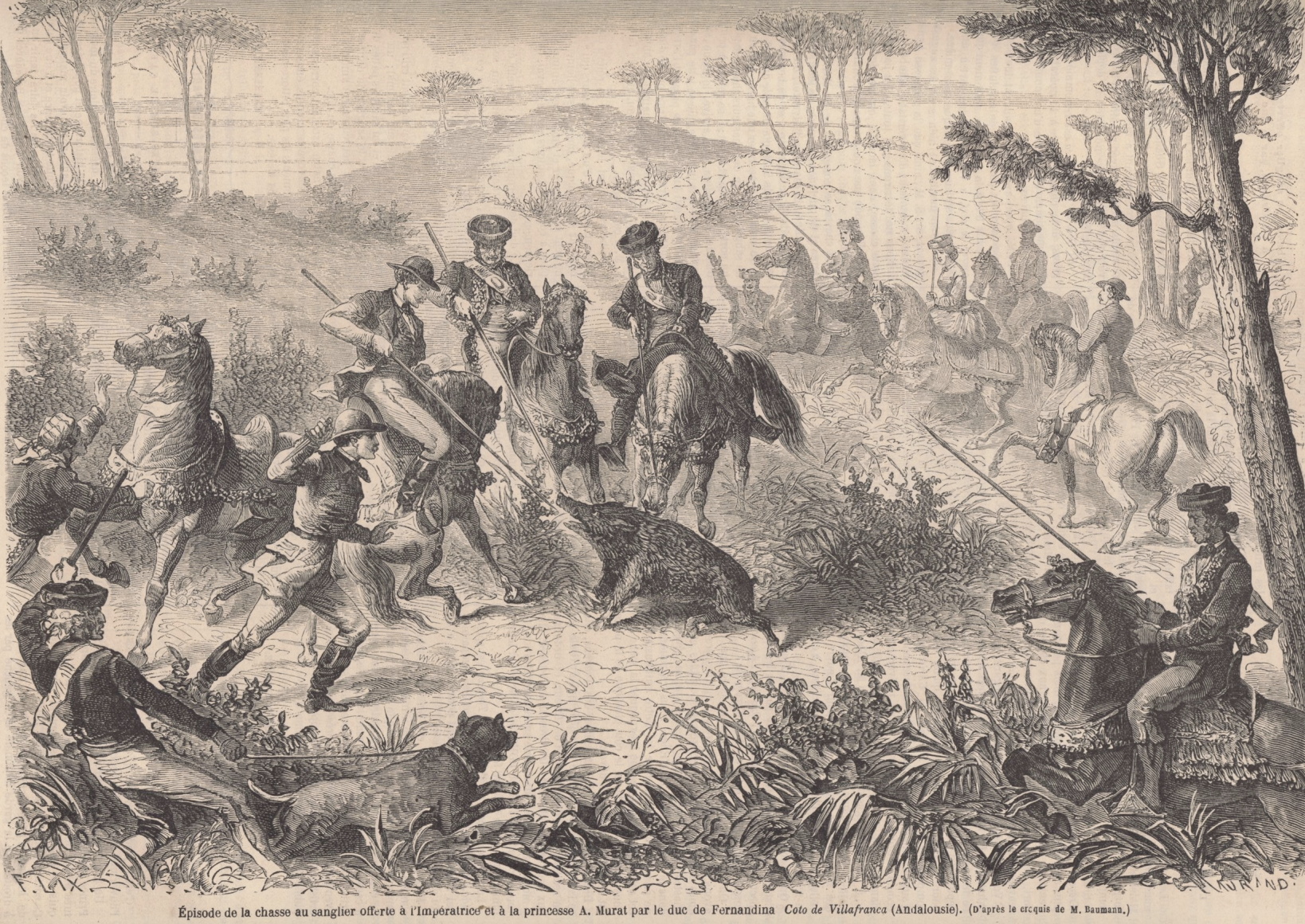
El duque de Fernandina lancea un jabalí en Doñana, en presencia de la emperatriz Eugenia de Montijo. Grabado de Charles Maurand para Le Monde Illustré (1863)

Casi un siglo después el VII duque de Medina Sidonia recompró de nuevo parte de las tierras. A finales de siglo su esposa, Ana de Silva y Mendoza, hija de la princesa de Éboli, se mudó a una casa de recreo llamada Coto de Doña Ana, que derivó en el término actual Doñana. Esa casa se reformó años más tarde convirtiéndose en palacio.
Testimonio excepcional del uso cinegético que la Casa de Medina Sidonia hizo del coto de Doñana, son los primeros versos de la Fábula de Polifemo y Galatea, que Góngora dedicó al conde de Niebla, en el que pide al noble que aproveche la suspensión de la caza para oír sus versos. Asimismo, en 1624 el IX duque de Medina Sidonia tuvo como invitado en sus estados al rey Felipe IV, quien participó acompañado de una gran séquito durante días en grandes cacerías y banquetes por cuenta del duque.
En 1797, Francisco de Goya se alojó en dicho palacio invitado por la XIII duquesa de Alba, viuda del XI marqués de Villafranca y XV duque de Medina Sidonia, que era su mecenas, estancia en la cual realizó el Álbum de Sanlúcar, el retrato de la duquesa de Alba de negro y, al parecer, La maja vestida y La maja desnuda.
En 1865, el XIII marqués de Villafranca y XVII duque de Medina Sidonia organizó una montería en honor de Eugenia de Montijo, esposa de Napoleón III, que era su prima hermana y se encontraba de visita oficial en Sevilla. La emperatriz descendió el Guadalquivir en un buque de guerra, acompañada de la princesa Ana Murat, y fue recibida por el primogénito del marqués, el duque de Fernandina, que tomó el papel de anfitrión por la avanzada edad del padre. La jornada de caza, en la que se lanceó un jabalí, fue narrada en detalle en el siguiente número de Le Monde Illustré.

### Edad Contemporánea

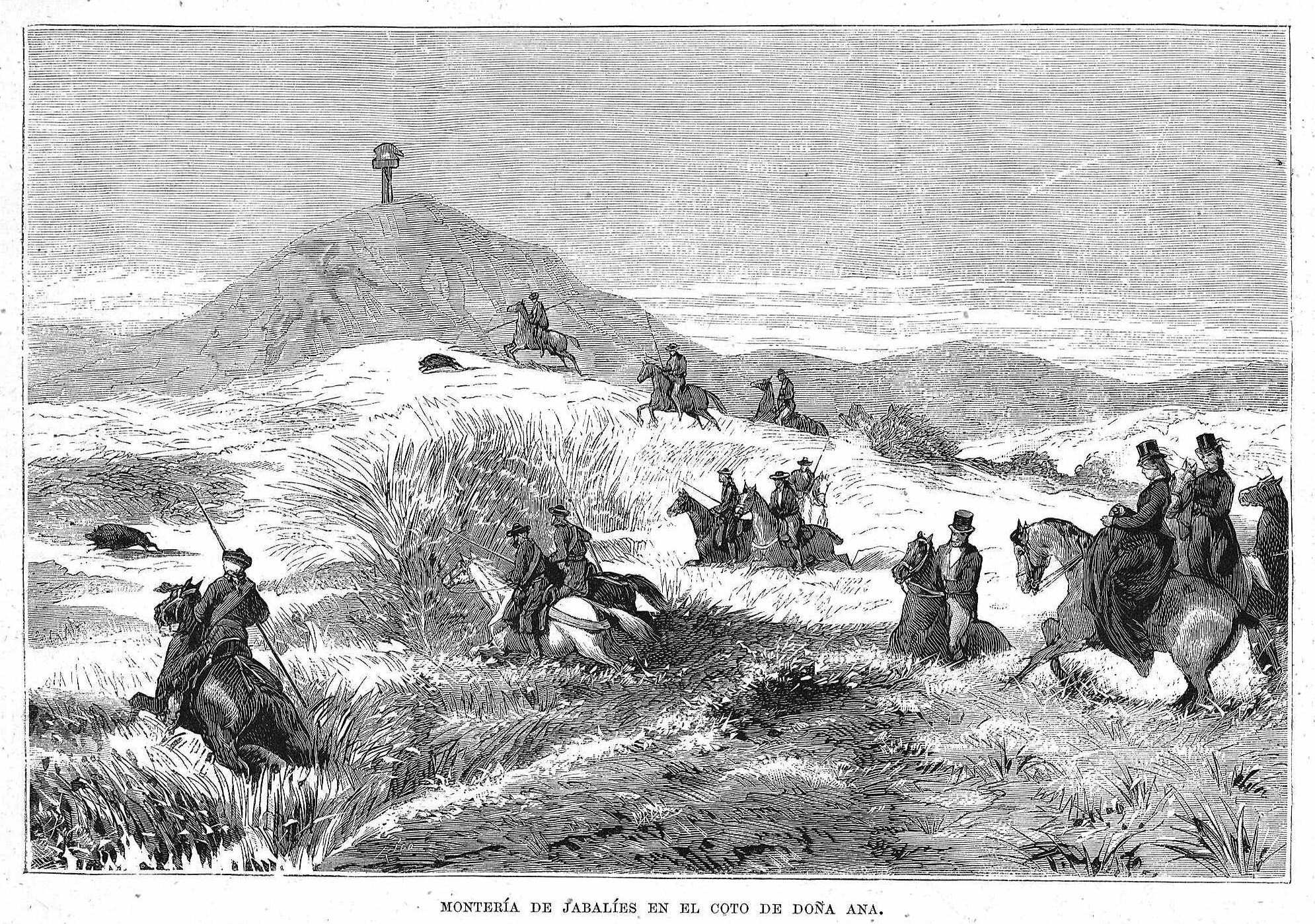
«Montería de jabalíes en el coto de Doña Ana» (segunda mitad del)

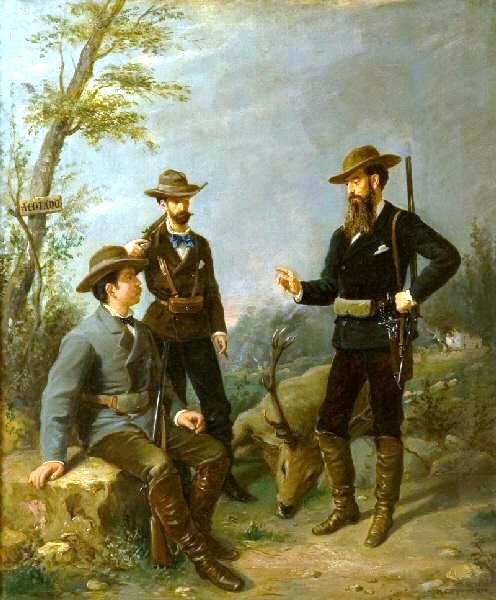
El duque de Montpensier y sus compañeros de caza en Doñana (1872). Durante el, la zona se convirtió en un coto de caza exclusivo para grandes fortunas extranjeras

A partir de 1854, con la mención de la zona en un documento llamado Avifauna de Doñana: Catálogo de las aves observadas en algunas provincias andaluzas de Antonio Machado y Núñez, comenzó a ponerse en valor su importancia estratégica para la diferente fauna del parque. Así fue visitado por diversos naturalistas y cazadores ingleses como Abel Chapman y Walter J. Buck que consiguieron dar a conocer en Europa por medio de sus libros la importancia estratégica de la zona para las aves migratorias que se desplazan al continente africano. El XIX duque de Medina Sidonia fue el último propietario del coto de Doñana, desvinculándolo definitivamente de su casa nobiliaria.

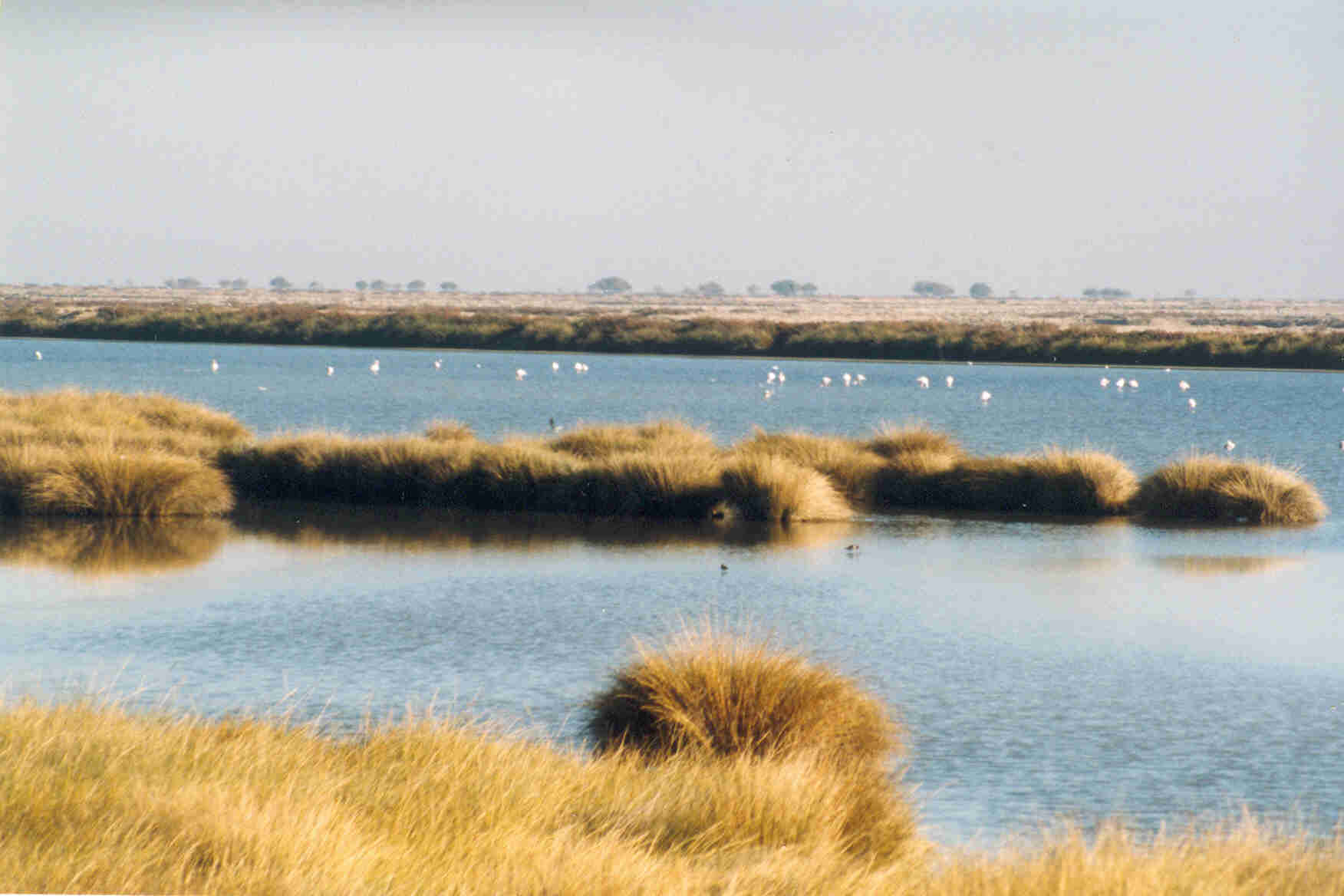
Zona de marismas en 1999

En 1900, Guillermo Garvey Capdepón compró Doñana a dicho duque para dedicarla a la caza, estando la finca en completo abandono y ruina por entonces. Garvey hizo una excelente gestión, dotando a la finca del esplendor que hoy conocemos. A su muerte pasó a su hermano José y de este, a su sobrina Ángeles Medina y Garvey, casada con el duque de Tarifa, ingeniero de montes. En 1934 pasó a la hermana de la duquesa de Tarifa, Blanca Medina y Garvey, casada con el marqués del Borghetto. En 1942, los marqueses del Borghetto vendieron parte de Doñana a una sociedad formada por Salvador Noguera, Manuel González y José López de Carrizosa y Martel, marqués del Mérito.
En los años 1950, se consolidó el parque como espacio natural en que se combinaba la explotación sostenible y el respeto al entorno. En 1952 los naturalistas españoles José Antonio Valverde y Francisco Bernis visitaron por primera vez Doñana invitados por el marqués de Bonanza, Mauricio González-Gordon Díez, para realizar en su finca, una de las tres en que se dividía el coto, el primer proyecto de anillamiento de aves en Doñana. La propiedad de la finca consiguió que muchos de los proyectos de explotación de la zona (arrozales y plantación de eucaliptos) a cargo del gobierno franquista no se llevaran a cabo.
En 1954, Valverde, Bernis y González-Gordon fundaron la Sociedad Española de Ornitología, lo que permitió que creciera el interés de diversos investigadores por el parque y que se realizaran diversas expediciones españolas, francesas e inglesas por la zona. En 1957 el publicista, ornitólogo amateur y conservacionista inglés Guy Mountfort fue invitado por Mauricio González-Gordon. Junto con un grupo de amigos y expertos organizó una expedición ornitológica y botánica en Doñana. Entre ese grupo, además de González-Gordon, Valverde y Bernis, se encontraban entre otros, el biólogo evolutivo y escritor Julian Huxley (hermano de Aldous), el medioambientalista y ornitólogo Edward Max Nicholson y su asistente James Ferguson-Lees, el pintor de aves americano Roger Tory Peterson, el ornitólogo Philip Hollom, el fotógrafo de aves Eric Hosking y el vizconde Alanbrook, asesor militar de Winston Churchill durante la Segunda Guerra Mundial. Varios de los miembros de este grupo impulsarían en 1961 el Fondo Mundial para la Naturaleza (WWF), junto con otro ilustre cofundandor, Luc Hoffmann, quien en 1963 ayudaría a establecer el parque nacional de Doñana tras demostrar la importancia de la zona como zona estratégica de las migraciones de aves entre los continentes europeo y africano. Antes, en 1959, la familia González vendió una parte de sus tierras en Doñana para las urbanizaciones turísticas de la actual Matalascañas. Estos últimos acontecimientos suscitaron interés entre los conservacionistas europeos, por lo que diversas instituciones y donantes anónimos se ofrecieron para comprar parte de la finca gracias a una colecta internacional canalizada por Hoffman, quien logró dos millones de francos suizos para que WWF comprara terrenos anexos a otros donados por el empresario Mauricio González-Gordón. Finalmente en 1963 el Gobierno y WWF compraron parte del territorio y crearon la primera reserva de Doñana, creándose en 1964 la Estación Biológica de Doñana, instituto de investigación dependiente del CSIC y que investiga la biodiversidad de Doñana (desde su creación) y de otros ecosistemas nacionales. 

#### Creación del parque nacional

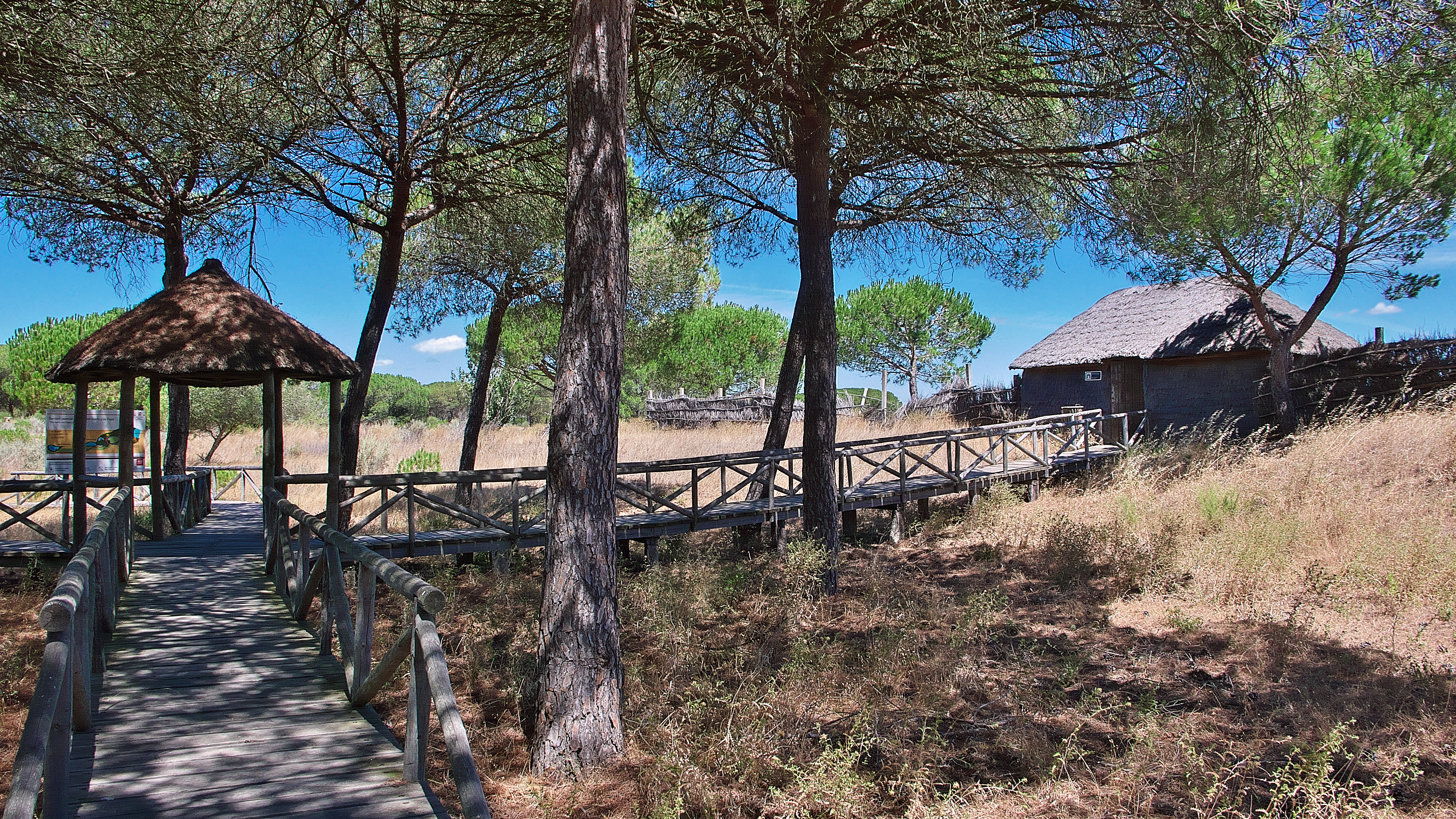
Observatorio El Porrón

En 1969, se creó por decreto el parque nacional de Doñana, parte de cuyo territorio era propiedad del Ministerio de Educación y Ciencia y parte aún en manos privadas. Diez años después y salvando reticencias de intereses arroceros gracias a la labor de un grupo de biólogos permanente en el parque se amplió el espacio protegido y se creó el llamado preparque de Doñana. En 1980 la Unesco clasificó el parque nacional de Doñana como reserva de la biosfera 77 260 hectáreas. La Zona Núcleo está formada por 50 720 hectáreas del parque nacional de Doñana. La Zona Tampón son 54 250 hectáreas del parque natural de Doñana. La altitud va desde el nivel del mar hasta los 40 m sobre el nivel del mar. Estimó la Unesco que la importancia de Doñana se basa en la variedad de ecosistemas que alberga y el alto número de especies que representa. En 1982 fue incluido en la lista de humedales del Convenio de Ramsar. En 1989 la Junta de Andalucía convirtió el preparque en parque natural de Doñana. En 1994 fue catalogado por la Unesco como Patrimonio de la Humanidad, lo que permitió que mejoraran las posibilidades de conservación de la zona. Cuatro años después, en 1998 se produjo el desastre de Aznalcóllar, una riada de lodos tóxicos provenientes de una mina de la empresa Boliden-Apirsa que afectó al río Guadiamar y parte de las aguas del parque.

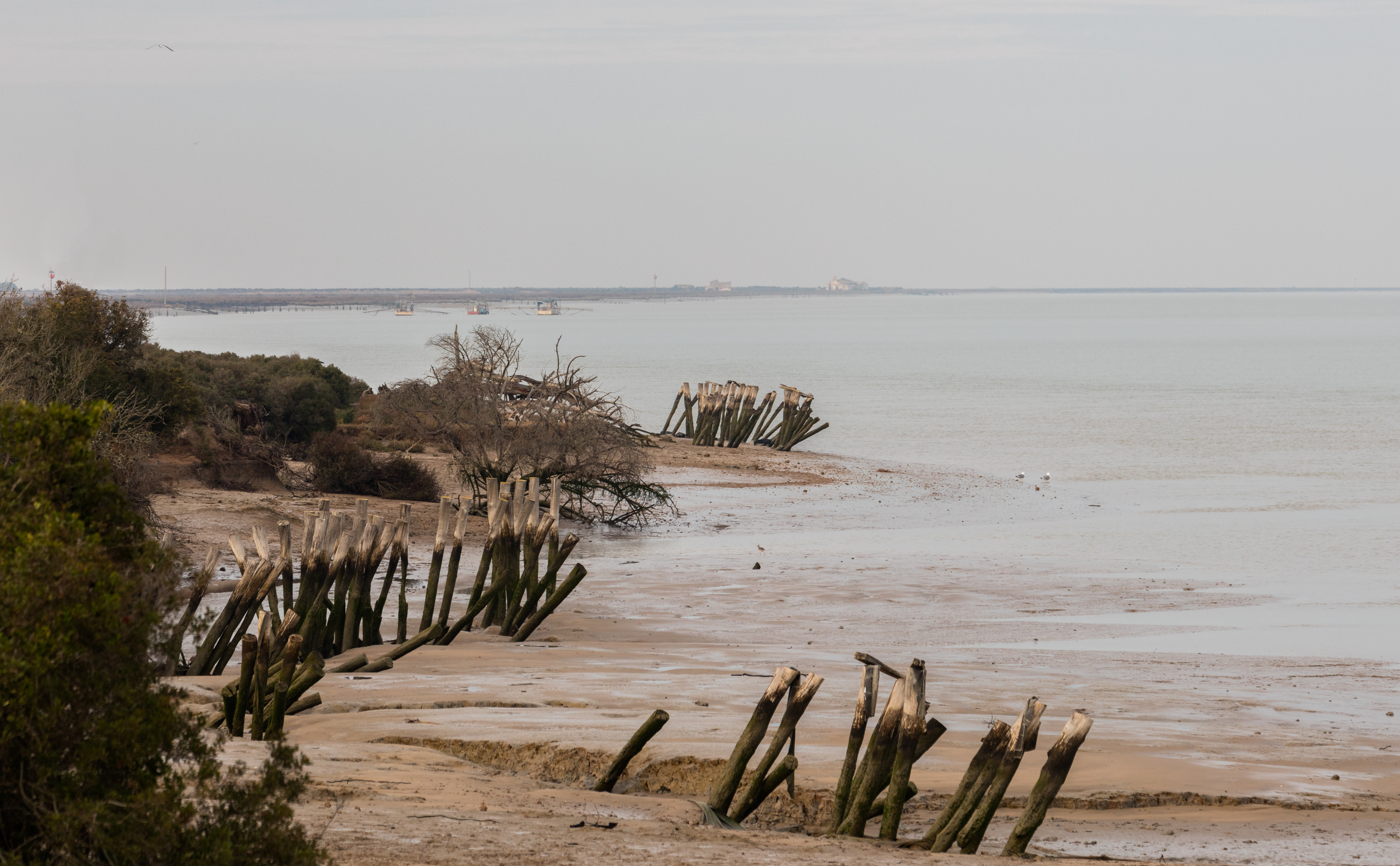
Vista de la orilla del parque con el río Guadalquivir

#### Ampliación con el parque natural de Doñana: el preparque
El parque natural de Doñana (también llamado parque natural del Entorno de Doñana o preparque, fue creado en 1989 y ampliado en 1997), dispone de una gran extensión de marismas y se localizan varios restos arqueológicos como El Tesorillo, un recinto sagrado dedicado al Lucero, así como El pozo de los Caveros de origen romano. Incluye tres áreas: 
- Abalario-Asperillo. La zona costera al oeste del parque nacional, desde Matalascañas hasta Mazagón, (un rectángulo de 25 km de longitud y unos 5 km tierra adentro en los términos municipales de Almonte, Bonares, Lucena del Puerto y Moguer), es un terreno de dunas fósiles con varias lagunas y zonas húmedas, ocupada por una gran masa forestal de pino y eucaliptos y abundante fauna, incluyendo ejemplares de lince. Esta zona no incluye los núcleos urbanos de Matalascañas y Mazagón, pero si otros antiguos equipamientos civiles y militares, incluyendo un camping y la base militar de El Arenosillo para lanzamiento y experimentación de cohetes y misiles, aunque su declaración como parque natural consiguió bloquear la construcción de un gran proyecto urbanístico al oeste de Matalascañas.

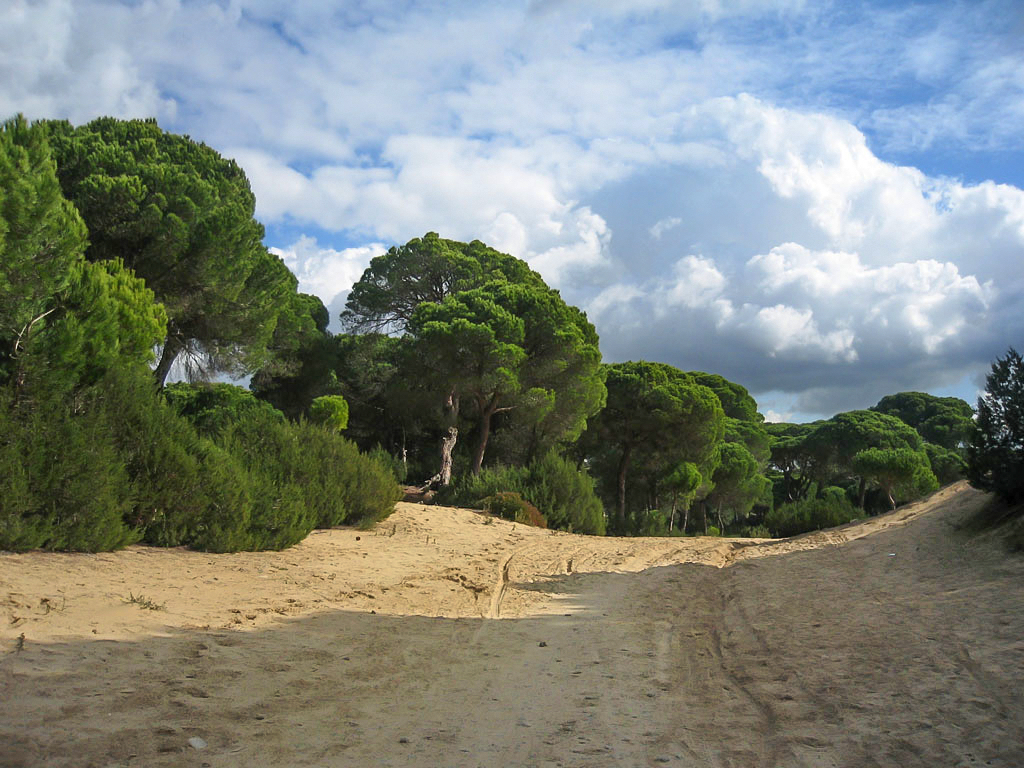
Pinar de La Algaida, en Sanlúcar

- Preparque Norte-Pinares de Hinojos. Zona situada al norte del parque nacional, desde El Rocío hasta más al norte de Hinojos, con zonas de marisma y bosques. El pinar del Coto del Rey, entre Aznalcázar y Villamanrique de la Condesa, es refugio de diversas especies de rapaces.Pinar de La Algaida, en SanlúcarPreparque Este-Brazo de la Torre-Entremuros. Zona situada al este del parque nacional, entre el Brazo de la Torre y el Guadalquivir, con zonas de marisma y caños, donde acuden las aves que habitan en Doñana durante los veranos e inviernos de sequía. Parte de las marismas están transformadas para el cultivo del arroz.

- Pinar de La Algaida-Marismas de Bonanza. Una zona situada al sureste del parque nacional, en el margen izquierdo del río Guadalquivir al norte de Sanlúcar de Barrameda, que incluye un gran bosque de pinos y una zona de marisma en la que existen explotaciones de salinas. Estas marismas son las únicas que se siguen inundando con las mareas, ya que las demás dependen exclusivamente de los cauces de agua dulce y de la lluvia, y en ellas se encuentran flamencos y avocetas. El Pinar de la Algaida existe por repoblación desde principios del siglo XIX, contiene una gran colonia de milanos.

En 2000, el Ministerio de Medio Ambiente, tras la catástrofe de Aznalcóllar, que no llegó a afectar directamente al parque, promovió el programa Doñana 2005, cuyo fin era la regeneración hídrica de las marismas. 
En 2006, las competencias de cuidado del parque se transfieren íntegramente a la Junta de Andalucía mediante el Real Decreto 712/2006, de 9 de junio, por el que se ampliaron las funciones y servicios de la Administración del Estado traspasados a la comunidad autónoma de Andalucía, en materia de Conservación de la Naturaleza. El parque nacional de Doñana y el parque natural se convirtieron en el «espacio natural de Doñana», un único territorio dividido en áreas con diferente grado de protección ambiental. En 2008 este espacio natural se hermanó con el parque natural regional de la Camarga en Francia, con la que comparte aspectos antropológicos y etnográficos
Durante su mandato, el presidente del gobierno español Felipe González empezó a utilizar Doñana como lugar de vacaciones y para invitar a políticos extranjeros, costumbre que han seguido José María Aznar, José Luis Rodríguez Zapatero, Mariano Rajoy y Pedro Sánchez.
En 2010, se expropiaron 9200 hectáreas de parque de la Junta de Andalucía pasando a formar parte de Medio Ambiente.
En julio de 2012, la Unesco aprueba la ampliación de la reserva de la Biosfera de Doñana que pasa de las 77 260 hectáreas a más de 255 000 hectáreas y que permite cumplir con las directrices del programa Hombre y Biosfera. De esta forma se añade una zona de transición en la que se incluyen los términos de los distintos municipios que componen la comarca de Doñana y sus actividades socioeconómicas.

## Clima

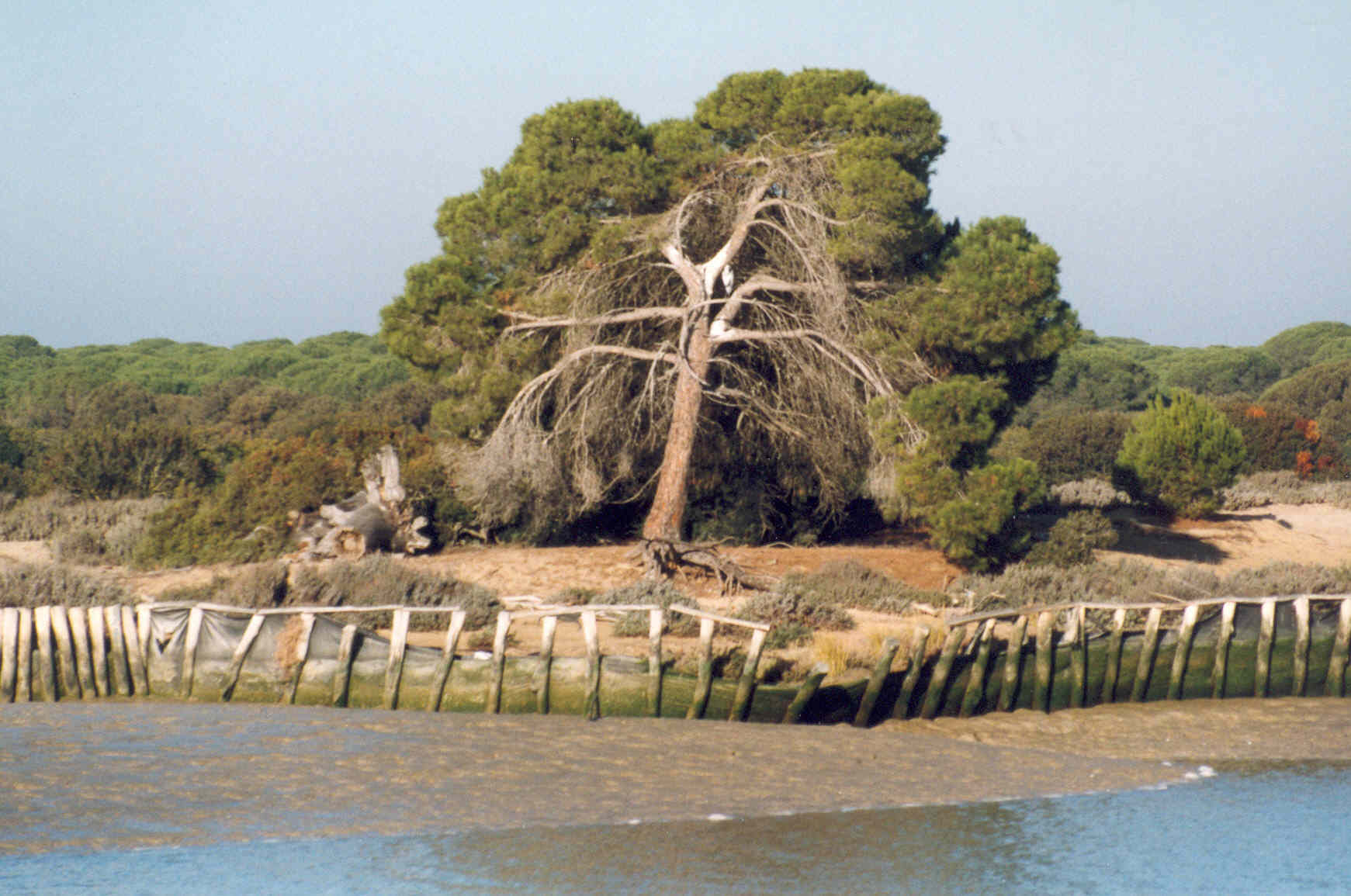
Doñana desde el Guadalquivir

El parque de Doñana posee un clima suave, de tipo mediterráneo. Este clima mediterráneo se caracteriza por tener inviernos relativamente húmedos y veranos secos que son resultado de las variaciones del frente polar y de las altas presiones subtropicales. Las estaciones más lluviosas son las intermedias, en primavera y especialmente en otoño se pueden dar lluvias torrenciales provocadas por la acumulación de calor en las masas de agua durante el verano, y la llegada de gotas frías polares. En invierno, en cambio, pueden aparecer, localmente, anticiclones térmicos. Las temperaturas son suaves durante todo el año, las temperaturas máximas variando unos 17 °C desde el invierno al verano. Lo más significativo del clima son los tres o cinco meses de aridez en el verano; cuando está bajo el dominio del anticiclón subtropical.
|                         | ene | feb  | mar  | abr | may  | jun  | jul  | ago  | sep  | oct  | nov  | dic  | MEDIA |
| ----------------------- | --- | ---- | ---- | --- | ---- | ---- | ---- | ---- | ---- | ---- | ---- | ---- | ----- |
| Temp. máxima media (°C) | 17  | 17,9 | 20,9 | 22  | 26,2 | 30,0 | 34   | 33   | 29,5 | 25   | 20,9 | 18   | 24,3  |
| Temp. mínima media (°C) | 6,9 | 7,9  | 8,5  | 11  | 15,2 | 17,9 | 20,5 | 22,2 | 20   | 15,9 | 13,8 | 10,2 | 14,1  |
| Precipitaciones (mm)    | 62  | 43   | 72   | 40  | 28   | 8    | 2    | 4    | 20   | 52   | 62   | 63   | 462   |

## Flora

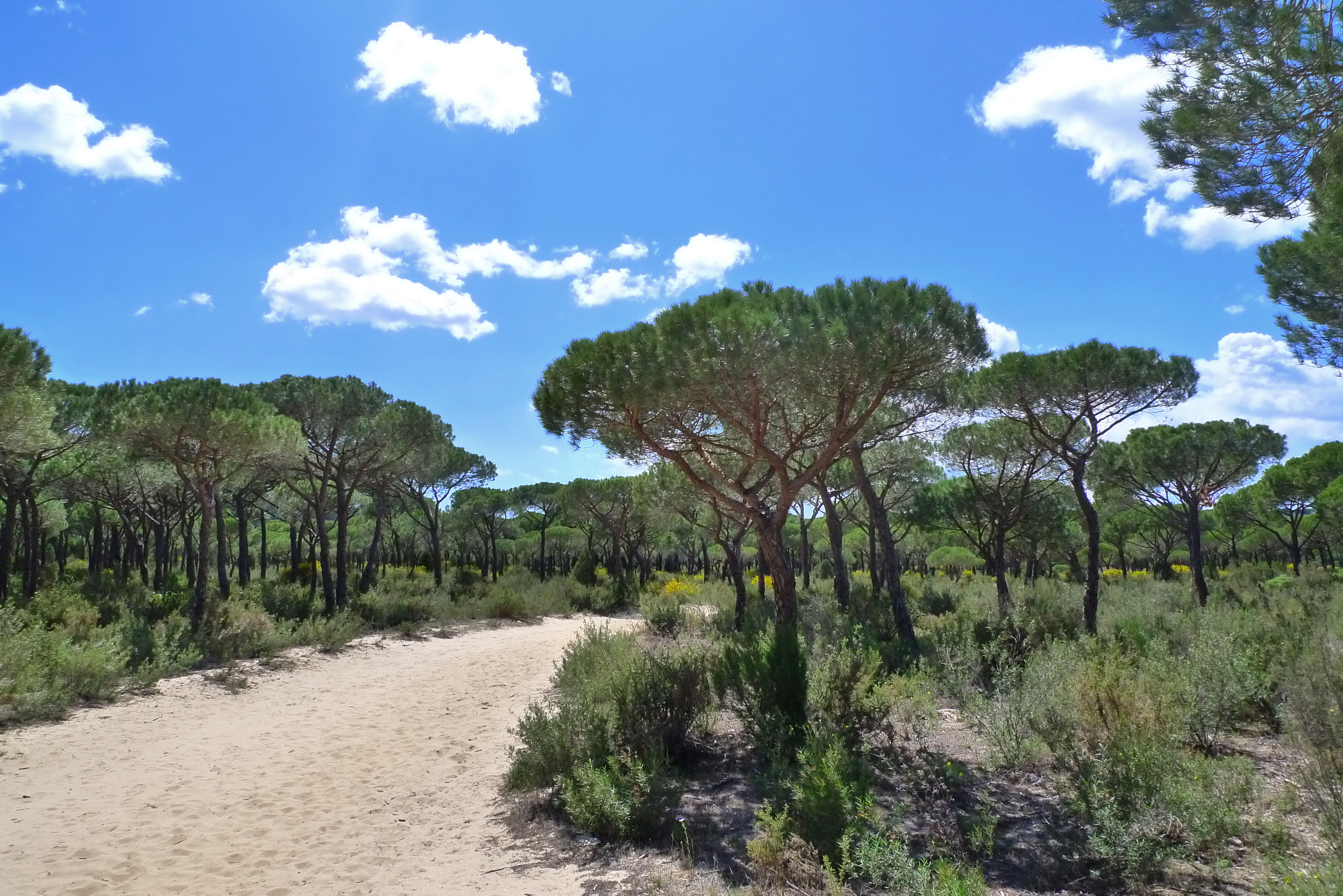
Pinos piñoneros

La cantidad de flora en el parque es inmensa. Son de especial interés especies como Vulpia fontquerana, Linaria tursica, el enebro marítimo (Juniperus macrocarpa), Micropyropsis tuberosa, Hydrocharis morsus ranae o Thorella verticillatinundata, muchas de ellas amenazadas. En otro sentido se realizan trabajos para eliminar especies no autóctonas como el eucalipto, la acacia (Acacia longifolia), Gomphocarpus fruticosus, Nicotiana glauca o la uña de gato (Carpobrotus edulis). Actualmente los pinares de pino piñonero ocupan importantes extensiones en el Espacio Natural, como consecuencia de la política repobladora llevada a cabo en los siglos XVIII y XIX, que siguió a mediados del siglo XX con el objetivo de fijar las dunas móviles. 
Otras especies destacables del parque, de las más de 900 que se asientan en los ecosistemas de Doñana son: la adelfa, el alcornoque, el alhelí de mar, el almajo dulce, la barrilla pinchosa, el barrón, la brecina, el brezo, la camarina, el cantueso, el cardo marino, el carrizo, la clavellina, la enea, el helecho común, el jaguarzo, la junquera, el labiérnago, la lechetrezna del mar, el lentisco, la masiega, el palmito, el pino piñonero, la retama negra, la retama de escobas, el romero, la sabina, el tojo, el tomillo, el torvisco o la zarzamora. También, hay las plantas florecientes, como la lavanda.

### Flora por ecosistemas

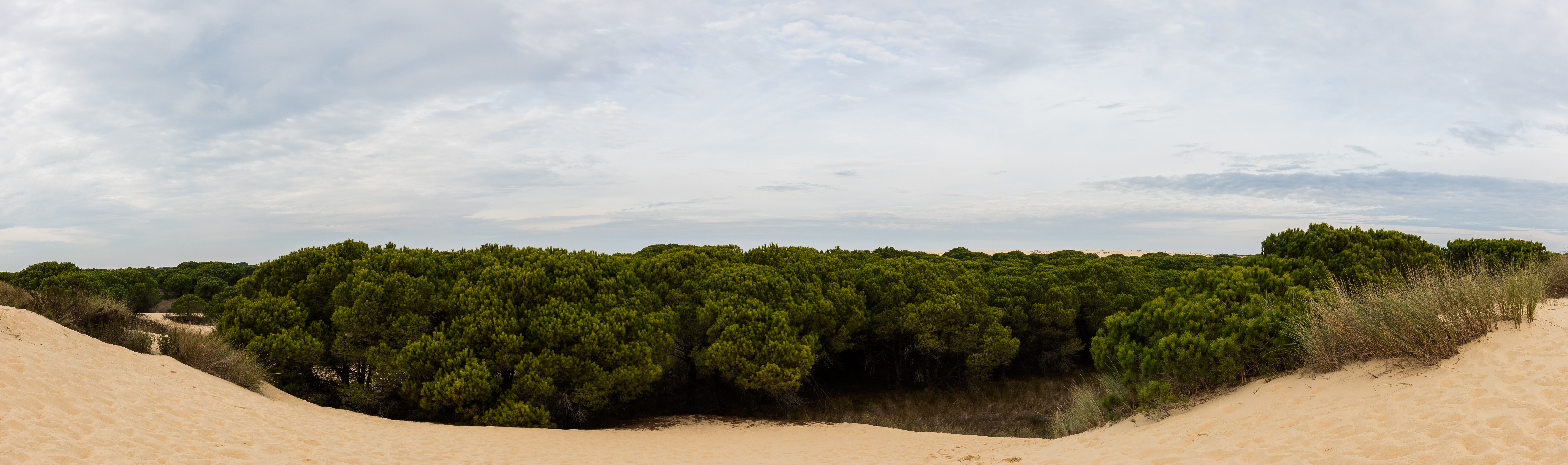
Panorámica de un corral de vegetación entre las dunas

- Dunas: La dureza de este ecosistema se hace patente en la necesidad de algunas especies vegetales para adaptarse a condiciones muy especiales: las dunas de arena y su suelo inconsistente. Este ecosistema de dunas móviles, también conocido como Trenes de dunas es casi inexistente en otros lugares de la península ibérica siendo consecuencia del fuerte viento del suroeste. El enterramiento de la vegetación, y sobre todo de árboles que luego emergen muertos, a cargo de los lentos movimientos de arena es uno de los más conocidos fenómenos de la zona de playa del parque. En ellas habitan especies arbustivas muy adaptadas a la arena y al viento, como el barrón, la camarina o la retama.

- Arenas estabilizadas o cotos: que cubren la mayor parte de las áreas secas y dunas fósiles recubiertas de matorral, donde se desarrollan los alcornocales acidófilos, principalmente en el NW del parque nacional y áreas de pinar con ejemplares de pino piñonero. Habría que ampliar con una unidad situada al norte, constituida fundamentalmente por suelos arcillosos básicos donde la vegetación potencial natural son los encinares.

- Marismas: donde se desarrolla vegetación adaptada a saladares y salinas en la marisma salada, y vegetación riparia en zonas de marisma dulce, lagunas y arroyos. En aguas dulces y de permanencia total es posible detectar la existencia de diversas Nitellas y Potamogetons y otros macrófitos acuáticos de interés.[42]

## Fauna
Se encuentran catalogadas 20 especies de peces de agua dulce, 10 de anfibios, 13 de reptiles, 37 de mamíferos no marinos y 360 aves, de las que 127 se reproducen habitualmente en el parque.

### Peces
Habitan en Doñana peces autóctonos como la anguila y especies introducidas como la carpa, la gambusia o el lucio consideradas una amenaza a la conservación de los ecosistemas por su carácter invasor.

### Reptiles y anfibios
Los reptiles de Doñana son no variados. Aquí hay una lista de reptiles y anfibios que se encuentran en el parque de Doñana: culebra de cogulla occidental, culebra lisa meridional, culebrilla ciega, culebra bastarda, culebra de collar, culebra viperina, gallipato, lagartija de Carbonell, lagartija colirroja, lagarto ocelado, rana común, ranita de San Antonio, sapillo pintojo, sapo común, sapo corredor, sapo de espuelas, tortuga mora, víbora hocicuda, tritón ibérico, tritón jaspeado, salamanquesa común, galápago europeo, camaleón común.

### Aves
En el Parque Nacional de Doñana predominan las aves acuáticas cuya cifra máxima llegó a alcanzar 642 964 ejemplares en invierno. Cuando la marisma alcanza sus niveles óptimos de inundación, se reproducen alrededor de 50 especies de aves acuáticas, con una media anual de unos 350 000 ejemplares invernantes.
Lo siguiente es una lista de aves que pueden encontrarse en el parque: alcotán, abejaruco, abubilla, acentor común, alimoche, alcaraván, ánade friso, ánade real, ánade silbón, agachadiza común, aguja colinegra, águila imperial, águila calzada, águila culebrera, águila perdicera, aguilucho cenizo, aguilucho lagunero, aguilucho pálido, alcatraz, alcaudón, alondra, ánsar común, ánsar campestre, archibebe común, avefría, avetorrillo, búho chico, buitre leonado, buitre negro, carricero tordal, cerceta común, cigüeña blanca, cigüeña negra, cigüeñuela, chorlitejo chico, chorlitejo patinegro, cormorán grande, cuervo, cuco, espátula, correlimos, malvasía, codorniz, colirrojo real, colirrojo tizón, esmerejón, estornino negro, estornino pinto, flamenco, focha común, focha moruna, fumarel cariblanco, fumarel común, ganga común, garceta común, garcilla cangrejera, gaviota argéntea, gaviota de Audouin, gaviota reidora, gaviota sombría, garza imperial, garza real, golondrina común, golondrina dáurica, gorrión chillón, gorrión común, gorrión molinero, gorrión moruno, grajilla, halcón abejero, halcón peregrino, herrerillo capuchino, herrerillo común, jilguero, lechuza campestre, lechuza común, martín pescador, martinete, milano negro, milano real, mirlo común, morito, mosquitero común, garcilla bueyera, pato colorado, avetoro, garceta común, lavandera blanca, lavandera boyera, pato real, calamón común, pájaro moscón, chocha perdiz, chotacabras pardo, paloma torcaz, pato cuchara, petirrojo, pico picapinos, pinzón vulgar, pito real, polla de agua, porrón, totovía, zampullín chico, zorzal charlo, zorzal común, zarapito, urraca, vencejo común, verderón común, oropéndola, ruiseñor bastardo, ruiseñor común, sisón, somormujo lavanco, tarro blanco, papamoscas cerrojillo, papamoscas gris, papamoscas común, porrón moñudo, porrón, porrón pardo, rabilargo, ratonero, ratonero común, negrón común, terrera común, tarabilla común, serreta mediana, reyezuelo listado, pagaza piconegra, rascón, escribano montesino, escribano palustre, ortega.

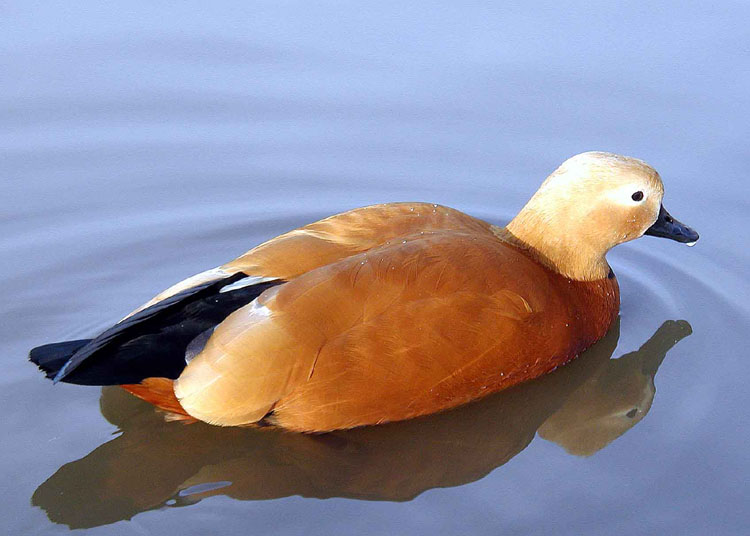
Tarro canelo
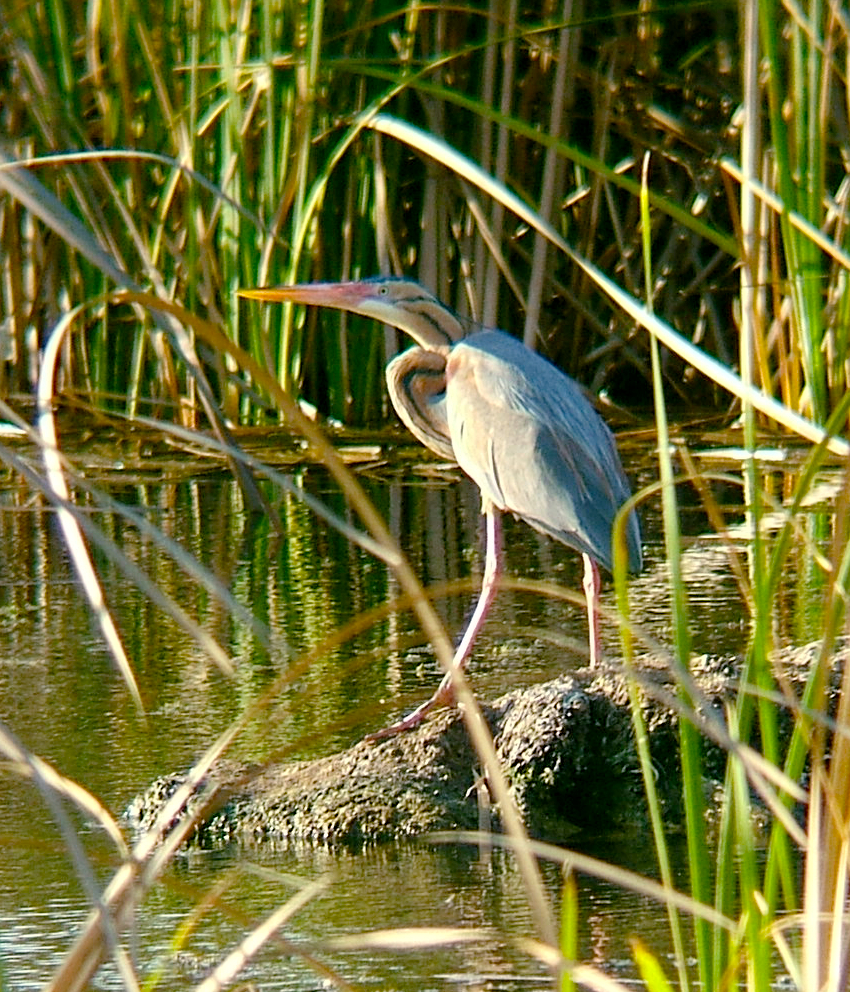
Garza imperial
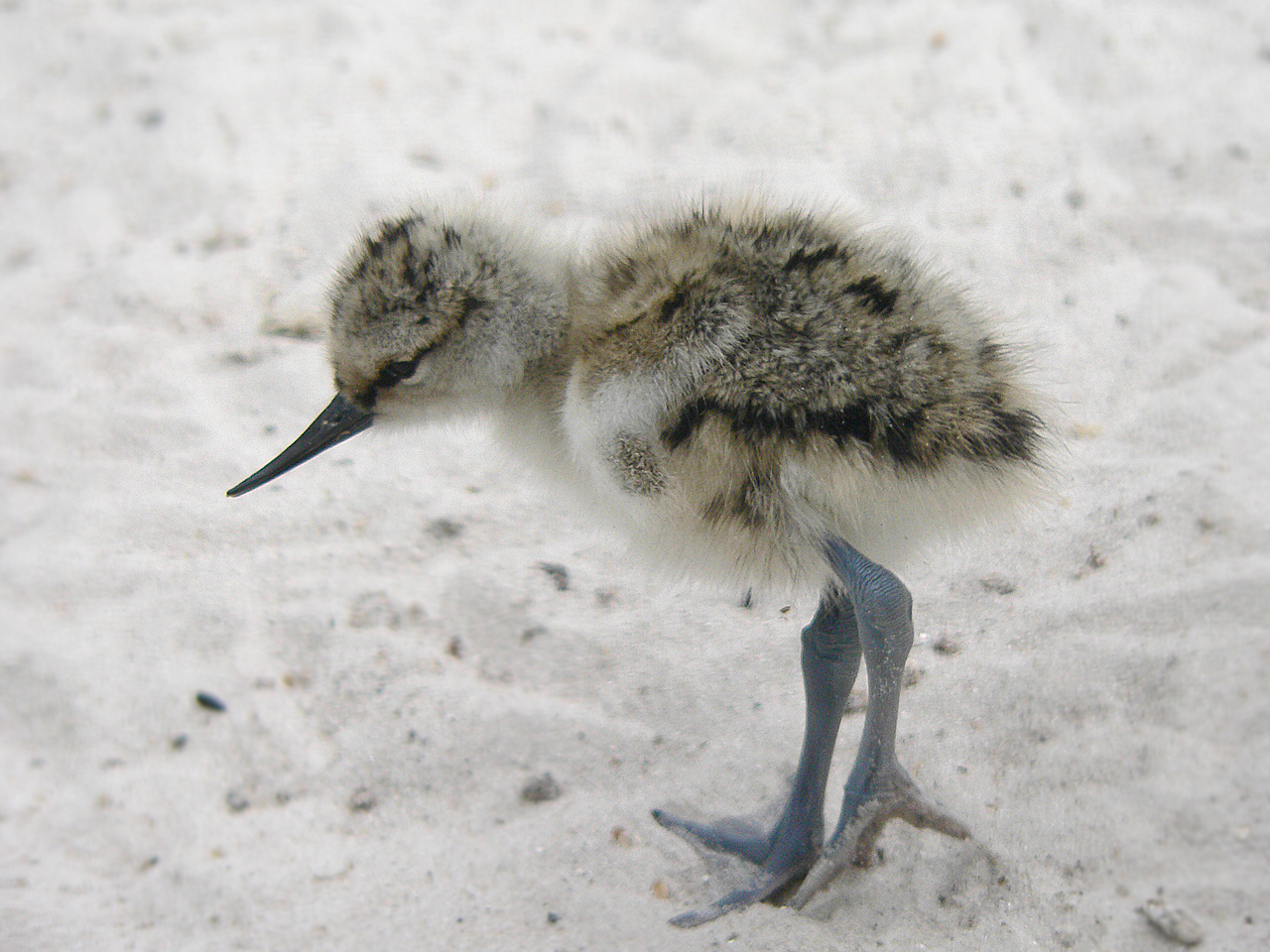
Pichón de avoceta
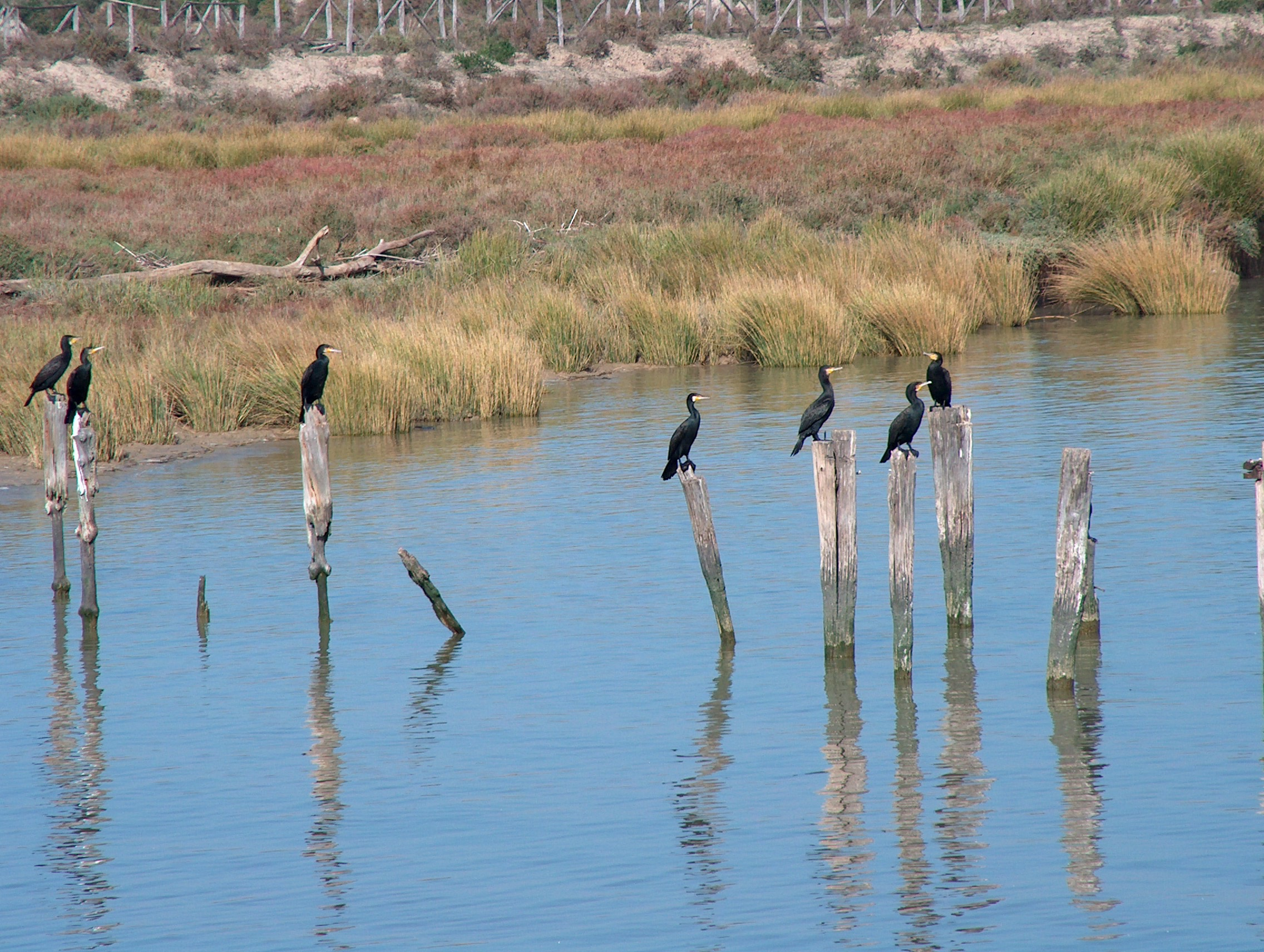
Cormoranes en el margen del río Guadalquivir
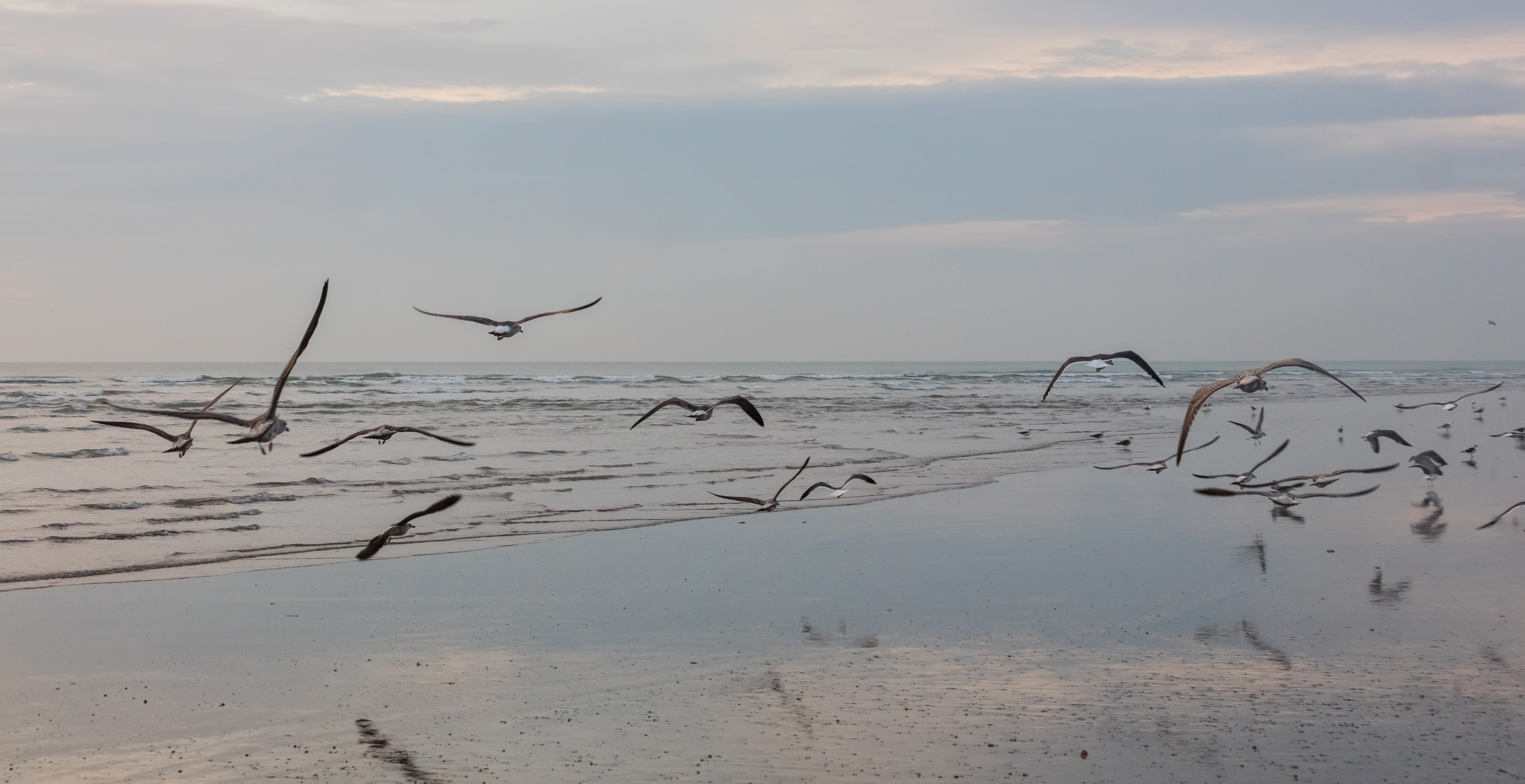
Grupo de gaviotas en la playa al anochecer

La evolución de las poblaciones de aves entre 2004 y 2022, establecida por los investigadores del Consejo Superior de Investigaciones Científicas (CSIC) de la Estación Biológica de Doñana, refleja que la mayor parte de las aves acuáticas reproductoras se hallan en una situación preocupante. Estos son algunos de los ejemplos más llamativos:
- el aguilucho lagunero[nota 1]
- la cerceta pardilla[nota 2]
- el fumarel común[nota 3]
- el porrón pardo[nota 4]
- la pagaza piconegra[nota 5]

Según un estudio publicado por SEO/BirdLife en 2023 sobre 22 especies reproductoras, solo 2 muestran una tendencia reproductora relativamente positiva entre 2004 y 2022:
- el flamenco[nota 6]
- la malvasía cabeciblanca[nota 7]

### Mamíferos
Ciervo, conejo de campo, erizo europeo, gamo, gineta, gato montés, jabalí, lince ibérico, lirón careto, meloncillo, murciélago, murciélago de cueva, murciélago grande de herradura, murciélago ratonero, musaraña, nutria, ratón, turón, zorro, tejón, rata de agua, rata negra, nóctulo pequeño, vaca marismeña

#### El lince ibérico

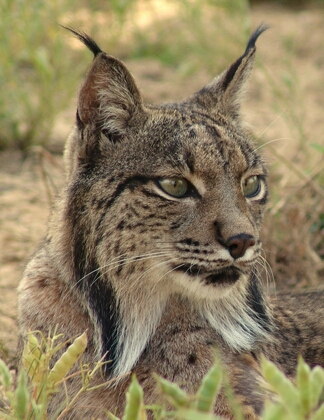
Lince ibérico, una de las especies más protegidas del espacio natural

Restringido a la península ibérica, la drástica disminución de ejemplares ha llevado a que sea declarada especie protegida (1966) y a que solo existan colonias de linces en los parques naturales de Sierra de Andújar y Cardeña, Montoro, y Doñana y su entorno, pues las otras colonias peninsulares se estiman desaparecidas. En Portugal se hacen esfuerzos para la recuperación de su hábitat como ocurre con la reserva natural de la Sierra de Malcata.
El Centro de Cría de El Acebuche en Doñana desarrolla un programa de cría en cautividad en el que ha logrado la supervivencia de once ejemplares nacidos en el centro más una treintena capturados en el parque y cuya posible supervivencia era más que dudosa. Estos intentos de conservación se ven amenazados por la alta tasa de mortalidad de ejemplares o los recurrentes atropellos a causa de vehículos que entran ilegalmente en el parque o transitan por las carreteras del entorno de Doñana, aunque a veces las causas de deceso no quedan lo suficientemente claras como denuncian algunos organismos. La delicada situación de esta especie animal la ha convertido en uno de los símbolos más reconocibles del parque.

#### Caballos
En Doñana existen dos razas de équidos autóctonos, el caballo marismeño y el caballo de las retuertas, este último está considerado la raza de caballo más antigua de Europa y España. Ambas razas se encuentran en peligro de extinción, y están registradas en el Catálogo Oficial de Razas de Ganado de España (Anexo I del Real Decreto 2129/2008, de 26 de diciembre).

## La marisma
Las marismas de Doñana forma parte del complejo de marismas del Guadalquivir, cuya localización parece coincidir con el antiguo Lacus Ligustinus de la antigüedad.
La marisma es el ecosistema de mayor extensión del Parque, unas 27 000 ha. Es una zona húmeda de extraordinaria importancia como lugar de paso, cría e invernada de aves europeas y africanas. Presenta una estacionalidad muy marcada ya que depende del aporte de algunos arroyos y de las aguas de lluvia. En otoño, se encharca con las primeras lluvias y en invierno se va inundando progresivamente; en primavera, las flores de los ranúnculos y grandes extensiones de castañuela (Scirpus maritimus) y bayunco (Scirpus littoralis) van cubriendo su superficie, y en verano se convierte en un desierto de arcilla rota y polvorienta. La marisma se compone de diversos ecosistemas que se reparten entre dos grandes zonas:
- La marisma dulce que, al tener una mayor profundidad, concentra mayor cantidad de agua y durante más tiempo, lo que hace que disminuya su salinidad y pueda crecer más vegetación palustre. Aquí encuentran alimento y refugio numerosas especies de aves, y se observan grandes bandadas de flamencos (Phoenicopterus ruber) y ánsares comunes (Anser anser).
- La marisma salada, o marisma de almajo, tiene zonas ligeramente más elevadas donde el aporte de agua dulce es menor y la salinidad del suelo mayor. Tiene menos presencia de plantas herbáceas y aquí nidifican grandes colonias de aves limícolas.

Los caños que recorren la marisma antaño fueron cauces de arroyos, brazos y afluentes del río, pero hoy están cubiertos de eneas (Typha latifolia) y carrizos (Phragmites australis). Albergan varias especies de peces, ranas, galápagos y pájaros de ribera.
Las vetas y vetones son terrenos que se elevan por encima del nivel medio, y forman islotes que raramente se inundan. Son lugares de descanso y refugio durante las grandes inundaciones, y área de nidificación muy importante de grandes colonias de pájaros. A menudo era el lugar escogido por los ganaderos, guardas y pescadores para instalar sus casas o chozas.
Los paciles son amplias superficies ligeramente más bajas que vetas y vetones. Al encharcarse ocasionalmente, conviven almajos con otras plantas adaptadas a hábitats con gran cantidad de sales, y muchas especies animales establecen aquí sus territorios de cría.
Los ojos de la marisma son fuentes naturales por las que afloran aguas dulces almacenadas a mucha profundidad. Aparecen en puntos cercanos a los bordes de la marisma, y para muchos animales se convierten en un recurso para saciar su sed en épocas de sequía o en verano.

### Conservación
Lamentable, y a pesar de ser un elemento clave en el parque, el exdirector de la estación biológica Javier Castroviejo afirmó en 2017 que era insuficiente la cantidad de agua que la marisma recibe, y que estas aguas están tan contaminadas que la recuperación de la marisma se antoja casi imposible.
En 2023, el CSIC (Consejo Superior de Investigaciones Científicas) ha constatado que el 59 % de las lagunas de mayor tamaño de Doñana no se han inundado al menos desde 2013. Por otra parte, las tres lagunas que eran permanentes y no se secaban en verano como sí lo hace la gran mayoría de las lagunas de Doñana, han dejado de serlo. La laguna de El Sopetón y la Dulce, que solo se secaban ocasionalmente, ahora se secan con frecuencia, y la laguna de Santa Olalla, la mayor laguna permanente de Doñana, dejó de ser permanente ya que se secó completamente en los veranos de 2022, 2023 y 2024. El 80 % de las lagunas se secaron antes de lo esperado, y el 84 % tuvo un área de inundación menor.

## Ríos y arroyos del Parque
De cara a la Directiva marco del agua (DMA) de la Unión Europea que demanda el buen estado de todas las aguas para el año 2015, en 2001 WWF/Adena llevó a cabo un estudio sobre Doñana que publicó en 2004. Contabilizó las aguas superficiales, en especial los ríos del Parque, sin tener en cuenta el gran humedal que constituye el parque en sí, ni las marismas y lagunas. Tampoco tuvo en cuenta el río Guadalquivir, ni las aguas subterráneas y costeras. Así que los ríos y arroyos que alimentan el Parque de Doñana son los siguientes:
- Arroyo de la Rocina
- Ayos. laterales/ cabecera Ayo. de la Rocina
- Arroyo de la Cañada
- Soto Grande y Soto pequeño
- Arroyo Laguna Reyes
- Arroyos del Colmenar y Cárcaba
- Arroyos del Partido, Algarrobo y Parilla
- Arroyo de la Mayor
- Portachuelo, Juncosilla, Sajón y Almirante
- Arroyo Algarbe
- Arroyos de Pilas
- Arroyo Alcarayón
- Arroyo de Majaberraque
- Brazo de la Torre
- Brazo del Este
- Brazo de los Jerónimos
- Río Guadiamar norte
- Río Guadiamar sur

## Turismo
En el parque se desarrollan diversas iniciativas de ecoturismo y turismo cultural. La más llamativa son las salidas en autobuses 4X4 desde la Aldea del Rocío o desde el centro de visitantes El Acebuche.
La urbanización turística de Matalascañas, con 150 000 veraneantes, posee el único acceso posible a pie a las playas del parque nacional de Doñana, y es la puerta de entrada al mismo corazón de Doñana desde el centro de visitantes El Acebuche. El consumo desmesurado de agua en esta zona urbana es una de las causas de que el parque nacional se encuentre en estado crítico.

## Problemas medioambientales
Desde el Desastre de la presa de Aznalcóllar (1998) la concienciación sobre los riesgos medioambientales a los que está expuesto el espacio natural ha aumentado. Diversos estudios y grupos ecologistas inciden de manera recurrente en una serie de problemas que ponen en riesgo flora, fauna, agua y suelo. Si bien la presión urbanizadora y sus diversas demandas ha sido un problema a lo largo de los años esta no es la única problemática asociada.

### Avisos de la Unesco
La Unesco ha valorado en diversas ocasiones la inscripción del parque en la lista del patrimonio mundial en peligro. A finales de agosto de 2023, emitió un nuevo informe que subraya su «máxima preocupación» por el impacto que pueda tener en Doñana, aparte de otras cuestiones como sequía, cambio climático o extracciones ilegales del acuífero, la propuesta de ley en el Parlamento andaluz para indultar regadíos. En consecuencia, concedió al Gobierno de España, que es su interlocutor directo, un plazo de 15 meses para demostrar que se han adoptado medidas urgentes y eficaces que garanticen la salvaguarda del parque.
El parque se encuentra incluido en la Lista Roja del Patrimonio en peligro, publicada por la Asociación Hispania Nostra.

### Desastre de Aznalcóllar
Aunque no llegó a afectar al parque fue el mayor desastre natural al que se ha enfrentado Doñana. Ocurrió el 25 de abril de 1998. Ese día una balsa de la empresa Boliden-Apirsa en Sanlúcar la Mayor y que contenía en torno a 8 hm³ de residuos de metales pesados se rompió produciendo un importante vertido al cercano río Guadiamar y desplazándose a través de este al preparque. Aunque ahí fue frenado mediante diques y desviado al Guadalquivir camino al mar se evidenció los riesgos ambientales a los que está sometido el débil ecosistema del espacio natural de Doñana.
Para garantizar un desarrollo sostenible tanto en el espacio natural como en las comarcas cercanas y así contrarrestar esta problemática medioambiental una Comisión Internacional de Expertos se reunió en 1992 para proponer soluciones. Todo ello fue origen del denominado Plan de Desarrollo Sostenible de Doñana y su Entorno, la Fundación Doñana 21 que se define textualmente como:

Un plan, instrumentalizado a través del Programa Operativo Doñana, cofinanciado por la Junta de Andalucía y el Estado Español y los Fondos Feder, Fse y Feoga, un conjunto de actuaciones tanto de infraestructuras como de dinamización del tejido social que procuran un nuevo modelo de desarrollo económico y social compatible con la preservación de un Patrimonio Natural de extraordinaria importancia y biodiversidad como el de Doñana.

Dicho plan estableció entre sus objetivos el impulsar una serie de actuaciones que fueran beneficiosas para el espacio natural, convertirse en interlocutor con las instancias nacionales y europeas o promover la participación de los diversos agentes relacionados con el parque en un desarrollo sostenible de la zona (como por ejemplo mediante el impulso de cultivos ecológicos, como el arroz).

### Pérdida de biodiversidad
La biodiversidad del parque está disminuyendo. En 2023 se registró la cifra más baja de la historia de Doñana del ánsar común. Se detectaron 9588 ejemplares, cuando ha habido picos de más de 80 000 de estos animales. En 2024, el número de aves invernantes, símbolos del estado de la reserva, descendió a 120 000, el nivel más bajo jamás registrado. El declive de las especies se ha visto multiplicado por el cóctel que azotó durante 2023 a la reserva: sequía, altas temperaturas y extracciones de agua ilegales de la agricultura intensiva y legales del turismo.
La Estación Biológica de Doñana alertó de que «muchas de las especies y sistemas de Doñana están en su peor momento», fruto de la «profunda» modificación provocada por el cambio climático y la actividad humana.

### Impacto de las infraestructuras

#### Oleoducto y dragado del Guadalquivir
Se han considerado una serie de problemas relacionados con las infraestructuras cercanas al parque. En este sentido, en 2010 se criticó desde diversos sectores ecologistas el proyecto de creación de un oleoducto entre la refinería Balboa, en Extremadura, y el Puerto de Huelva que aumentaría considerablemente el tráfico de buques petroleros por la zona, con el consiguiente riesgo de mareas negras. Por otra parte la necesidad de dragar frecuentemente el Guadalquivir para permitir la entrada-salida de buques hacia el Puerto de Sevilla se señaló como causa de serias alteraciones en la dinámica del estuario. Adena ha vinculado el paso de estos barcos con la entrada de nuevas especies animales en los ecosistemas, cuando éstos soltaban agua de lastre en la que se contenían estas especies. El Puerto de Huelva, a escasos kilómetros del preparque, constituye uno de los principales riesgos medioambientales.
Entre las opiniones en contra se encontraba Francisco Bella, senador del PSOE y exalcalde de la localidad onubense de Almonte, que consideraba que en el contexto de apuesta por las energías renovables por el Gobierno central y la Junta de Andalucía, no era lógico se consolidase el proyecto del oleoducto. Si bien el alcalde de Almonte también hizo una crítica hacia las dificultades que tiene fomentar el empleo cerca de parque, «sabemos casi todo de la hormiga y del lince, pero necesitamos saber cómo evoluciona el empleo en Doñana». En la misma línea se encontraba Ginés Morata, biólogo y expresidente del Consejo de Participación de Doñana, quien afirmaba que el proyecto era muy complejo y discutible, ya que suponía el paso de cientos de petroleros al año que descargarían cerca de Doñana, lo que llevaría a la posibilidad de derrames de crudo.
En 2012, el Ministerio de Agricultura, Alimentación y Medio Ambiente vetó el proyecto de refinería y oleoducto emitiendo una Declaración de Impacto Ambiental (DIA) negativa, con el apoyo de la Junta de Andalucía y de Portugal. Declaró que la iniciativa era «ambientalmente inviable por su potencial impacto sobre el entorno del Parque de Doñana», «así como por sus afecciones al medio marino, en una zona de elevada biodiversidad como es la reserva de pesca marítima».
En 2019, el Tribunal Supremo anuló el Plan Hidrológico de Guadalquivir, en lo que se refiere al dragado del canal de navegación del río, al considerar que afectaba a un espacio especialmente protegido como es el Parque de Doñana.

#### Gasoducto
En 2013 se autorizó la extracción y acumulación de hidrocarburos así como la construcción de un gasoducto en las inmediaciones del parque. En 2016, la Consejería de Medio Ambiente de la Junta de Andalucía denegó la Autorización Ambiental Unificada (AAU) al proyecto, pero la promotora energética Petroleum Oil & Gas recurrió la resolución. En 2019, el Parlamento Europeo pidió a las autoridades españolas que detuvieran el proyecto, y a principios de 2020 el Tribunal Superior de Justicia de Andalucía dio la razón a la Junta de Andalucía y paralizó el proyecto.

### Sobreexplotación de los recursos hídricos

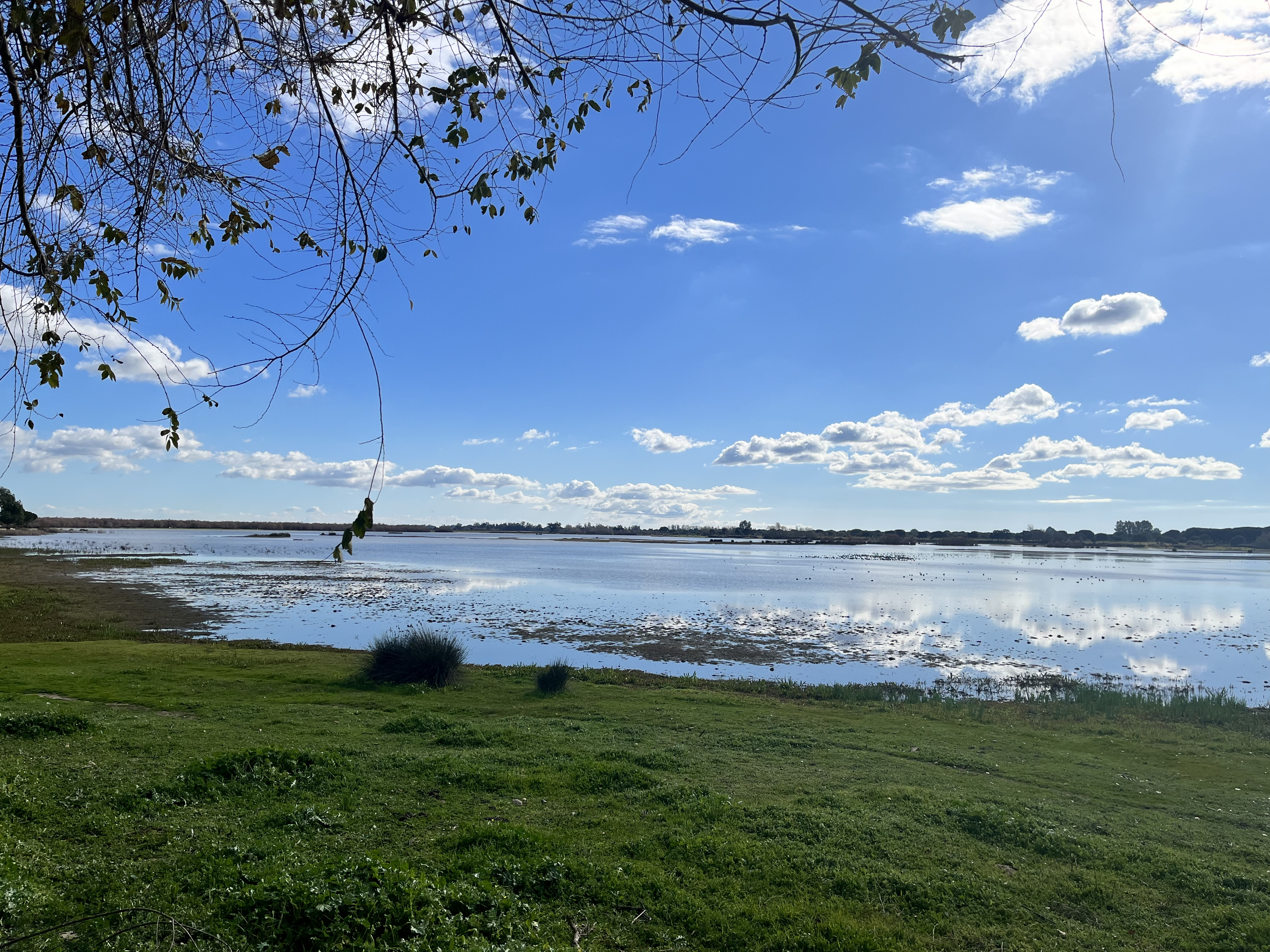
Charco de la Boca en El Rocío, donde termina el arroyo de La Rocina

El problema más grave de Doñana es la profundización y merma de su acuífero debido a las extracciones de agua para regadíos, muchas de ellas ilegales, que se han duplicado desde finales de los años 1980 para mantener cultivos intensivos como el del algodón, el arroz y más recientemente el de la fresa. Esta última es cultivada en invernaderos, estimándose la superficie bajo plástico en el entorno de Doñana de entre 4500 y 6000 hectáreas, de donde sale más del 60 % de la producción de fresa española. Las demandas de agua de complejos residenciales cercanos como Matalascañas (Almonte) y determinadas actuaciones inadecuadas sobre ríos cercanos también podría afectar la dinámica de aguas en el parque. Por último se plantean el riesgo de salinización de sus aguas relacionados con el cambio climático y la profundización de su capa freática. Así, la entrada de agua salada procedente del Atlántico podría poner en peligro a varias especies animales y a la flora del parque. Por el contrario, los riesgos de desertización también serían patentes.

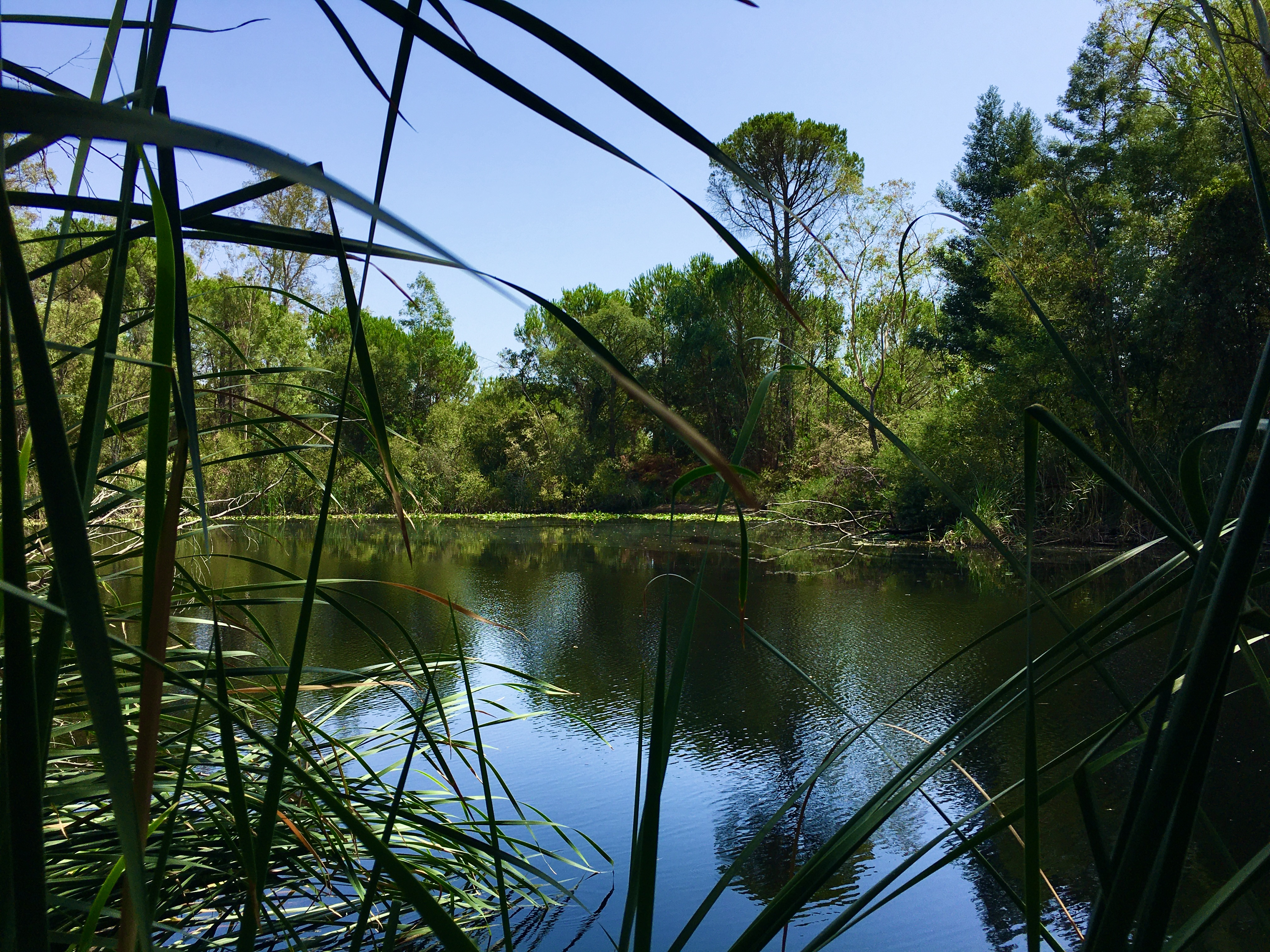
Charco de La Tahona, Almonte

En 2013 el gobierno español aprobó un trasvase de 5 hm³ desde el sistema hídrico Chanza-Piedras para paliar, en parte, el problema, aunque hubieran sido necesarios otros 20 hm³ para compensar todas las extracciones mediante pozos que se está haciendo en el acuífero 27. En diciembre de 2014, La Unión Europea sancionó al gobierno español por las extracciones abusivas del acuífero de Doñana y la vulneración de las directivas europeas Hábitats y Marco del Agua indicando que el trasvase de agua y el Plan de la Fresa eran medidas insuficientes para resolver los problemas del agua en la zona.
En julio de 2021, la UNESCO pidió a España que le remitiera en diciembre de 2022 un informe sobre el estado de conservación de Doñana y lo cumplido de las recomendaciones para su examen por el Comité del Patrimonio Mundial, insistiendo en el cierre urgente de todos los pozos y fincas ilegales y que se ponga en marcha de forma urgente el Plan Especial de la Corona Forestal, conocido también como Plan de la Fresa, para que el parque no fuese declarado Patrimonio de la Humanidad en peligro en 2023. La organización ecologista WWF España denunció que del casi medio centenar de espacios naturales existentes en Europa, solo Doñana tendrá que pasar el examen de este organismo internacional.
En 2018, el Instituto Geológico y Minero de España demostró que la urbanización de Matalascañas contribuye a vaciar algunas lagunas cercanas y que el traslado de los sondeos y las extracciones hacia el oeste (hacia Huelva) produciría notables ascensos de niveles en las lagunas. En 2022, el gobierno aprobó gastar 200 millones de euros hasta 2027 para proveer a Matalascañas solo de aguas superficiales, pero se observó como en el mismo tiempo seguían proliferando las piscinas particulares.
En 2022, debido a la sequía, el número de anfibios en el parque era veinte veces menor que el año anterior. En aquel verano se censaron 87 500 aves acuáticas cuando en 2021 se contaron 470 000 ejemplares, y se secó por completo la última laguna permanente de agua dulce del parque, la laguna Santa Olalla.
En 2023, la Estación Biológica de Doñana CSIC presentó sus conclusiones en el Consejo de Participación, en el que denunció el «insostenible punto crítico» que atraviesa la reserva por la «inacción ejecutiva» de los políticos.En noviembre de ese año, el Gobierno y la Junta de Andalucía alcanzaron un acuerdo sobre Doñana, que incluyó una inversión total de 1400 millones de euros destinados a la protección y desarrollo sostenible del Parque Natural y sus alrededores. Este pacto, que puso fin a dos años de disputas, contempló ayudas de hasta 100 000 euros por hectárea para los agricultores que dejaran de cultivar sus tierras, la adquisición de 7500 hectáreas de la finca Veta la Palma para su conservación, y proyectos para promover la agroindustria, cultivos alternativos, y energía renovable.

### Incendios forestales
Como espacio natural con grandes zonas arbolada y de matorral compacta, los fuegos suponen una importante amenaza para su supervivencia.
El 24 de junio de 2017 se inició un grave incendio forestal en el término municipal de Moguer que afectó al parque natural Abalario-Asperillo, afectando a los términos municipales de Moguer, Lucena del Puerto y Almonte. Las 8486 hectáreas quemadas eran de matorral noble mediterráneo (enebros, sabinas, lentiscos) y arbolado, con un perímetro quemado de 10 900 hectáreas, pero de esa área, 2414 hectáreas de superficie forestal quedaron intactas, y en otras zonas ardió solo matorral. De las 8468 hectáreas quemadas 4450 hectáreas corresponden al término municipal de Moguer, 3054 a Almonte y 982 hectáreas a Lucena del Puerto. Fueron desalojadas unas 2000 personas de los núcleos poblados y fincas agrícolas de la zona.

## Estación Biológica de Doñana
La Estación Biológica de Doñana o EBD es un centro dedicado al estudio de la ecología terrestre. Se creó en 1965 gracias al gobierno de España y WWF para garantizar las investigaciones científicas en los ecosistemas de la zona, siendo tanto el éxito que se investigan también otros ecosistemas nacionales e internacionales. La EBD, como centro dependiente del CSIC, se distribuye en un centro de investigación en Sevilla, la reserva biológica de Doñana en Almonte y una estación de campo en el parque natural de las Sierras de Cazorla, Segura y Las Villas en la provincia de Jaén. A este centro pertenece entonces la Reserva Biológica de Doñana o RBD dentro del parque nacional y con 6794 ha a la que se le suma la Reserva Biológica de Guadiamar.

## Otros lugares de interés

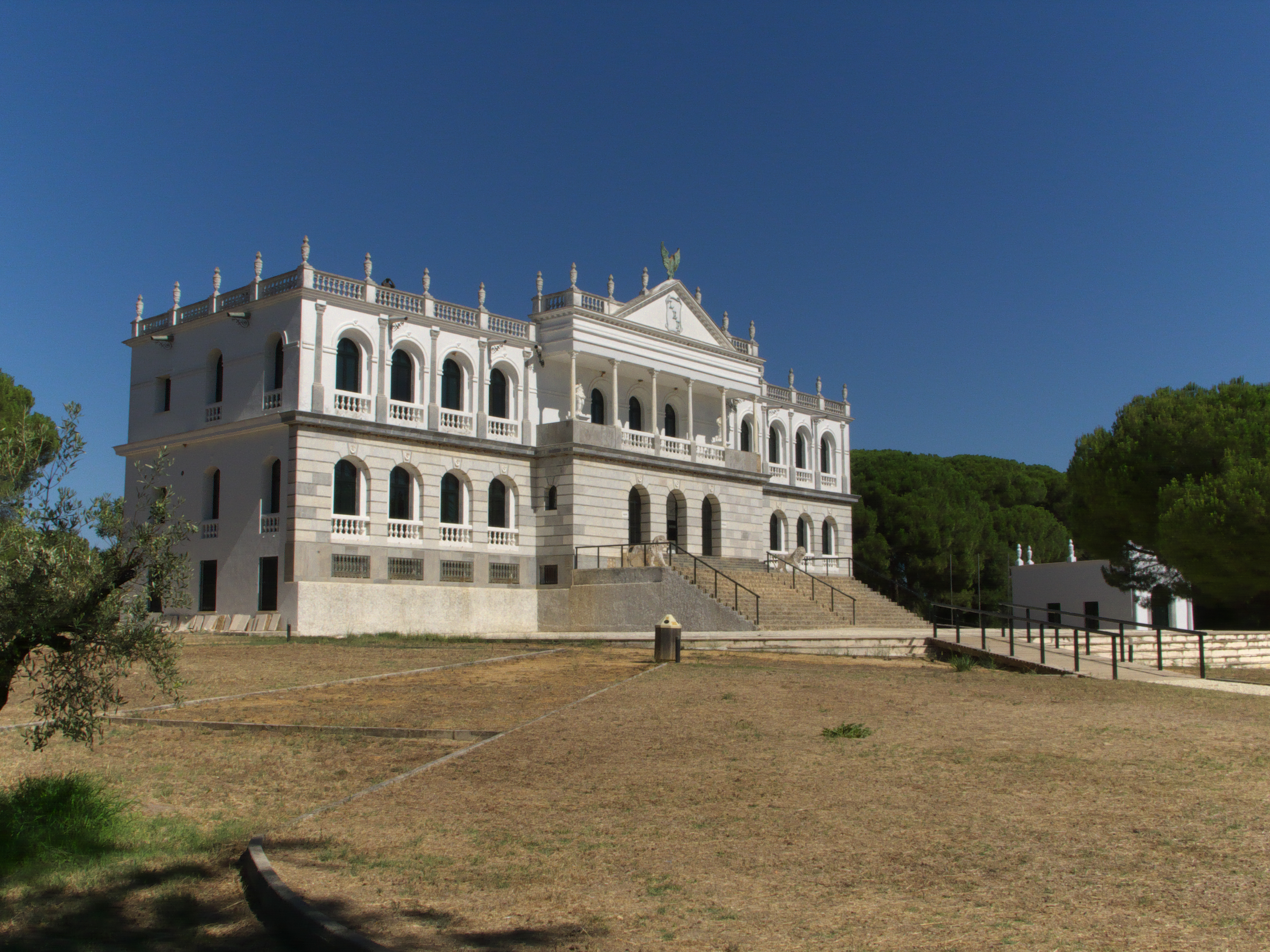
Palacio del Acebrón

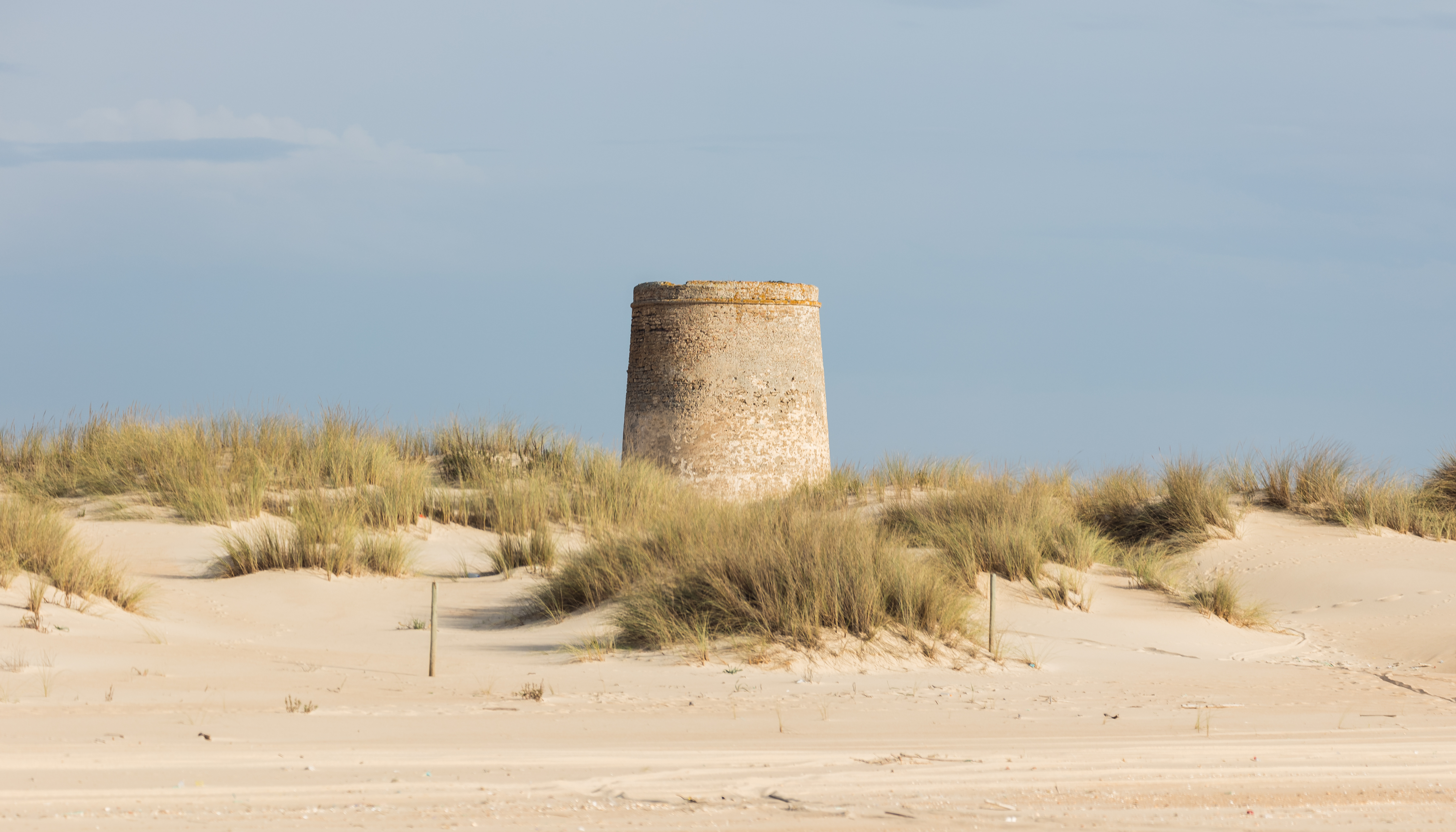
Torre Carbonero, una torre almenara del en la playa de Matalascañas

- Palacio del Acebrón. Fue construido en la década de 1960 por Luis Espinosa Fondevilla, que lo empleó como residencia y pabellón de caza. En la actualidad funciona como centro de visitantes del parque.
- Parque dunar de Matalascañas y museo del Mundo Marino.
- Centro de visitantes de El Acebuche. Situado en un antiguo cortijo, es el lugar de partida para las visitas al parque. Dispone de senderos y observatorios de aves sobre la laguna del mismo nombre.
- Centro de visitantes Fábrica de Hielo. Situado en Sanlúcar de Barrameda en una antigua fábrica de hielo de principios del siglo XX en el barrio marinero de Bajo de Guía. Ideado para la recepción de visitantes del parque nacional de Doñana. Junto a él se encuentra el pantalán desde el que parte el buque Real Fernando, un barco que lleva a los visitantes río Guadalquivir arriba, al reconstruido poblado de La Plancha,[88] donde pueden verse chozas marismeñas y desde donde se accede a los Llanos de Velázquez y los Llanos de la Plancha, donde hay observatorios.
- Conjuntos históricos de los pueblos de la comarca.

## La Romería de El Rocío y su relación con el Coto

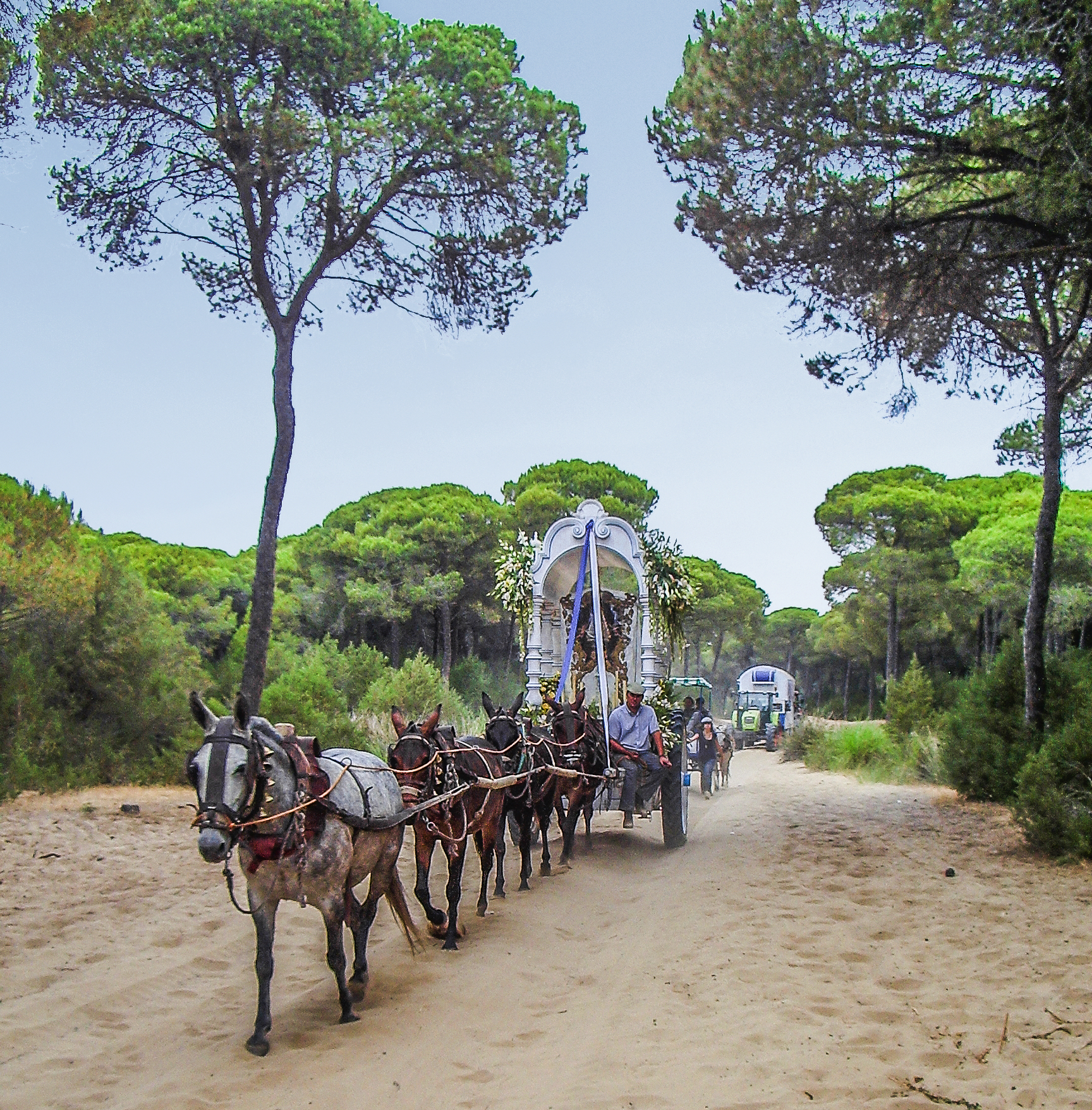
Simpecado cruzando el Coto de Doñana en el camino de vuelta de la romería de El Rocío, mayo de 2009

El término municipal de Almonte, y por ende el parque, se encuentra enclavado en una zona en la que las manifestaciones religiosas han sido frecuentes a lo largo de los siglos. Los pasados cultos religiosos a divinidades de la naturaleza y las aguas como los de la diosa Cibeles (cuyo culto tiene muchas similitudes con las actuales celebraciones rocieras) fueron rápidamente adaptados por los primeros cristianos de esas tierras[cita requerida]. De época paleocristiana, fue datada una pequeña basílica ya desaparecida, pero es sobre todo una vez finalizada la reconquista de la zona en 1262, cuando las advocaciones marianas se consolidan.[cita requerida] En torno a 1270-1284 Alfonso X reconstruye la ermita de Santa María de las Rocinas y en 1337 aparece la primera reseña al culto mariano en la zona:

... e señalamente son los mejores sotos a correr cabo de una eglesia que dicen Santa María de las Rocinas. (Alfonso XI, 1337.)

La imagen es anterior, probablemente del siglo XIII aunque es a finales del siglo XVI cuando adopta la iconografía actual de acuerdo a la moda del tiempo: como dama de la corte.
El culto a la Virgen del Rocío es inseparable del entorno natural, del coto. La misma leyenda sobre el hallazgo de la imagen a cargo de un pastor se encuentra unida a la dureza de los parajes naturales de Doñana:

... en el sitio llamado de La Rocina, cuyas incultas malezas le hacían impracticable a humanas plantas y solo accesible a las aves y silvestres fieras [...] miró una imagen de la Reina de los Ángeles de estatura natural, colocada sobre el tronco de un árbol. (Regla de la Ilustre, Más Antigua y Principal Hermandad de Nuestra Señora del Rocío de Almonte, 1758.)

Una vez arraigada la romería de El Rocío, la masificación de peregrinos a lo largo de determinadas fechas es evidente, no sólo en la aldea de El Rocío donde se sitúa la ermita, sino también en zonas aledañas pertenecientes o no al parque como la Piara del Acebuchal, el Puente del Ajolí, la Boca del Lobo o el camino de Moguer. Todo ello ha permitido dar a conocer más el parque pero a la vez ha supuesto un importante impacto medioambiental en este (peligro de incendios, abandono de basuras, ruido, molestias a fauna protegida, paso de caballos y de automóviles todoterreno, carretas...) según denuncian diferentes instituciones y ecologistas además de hacer necesarios multitud de medios de protección contra incendios y de seguimiento en general.
Otra actividad muy importante e enraizada con el parque es la denominada saca de las Yeguas.